# Blankenberge
Blankenberge is een plaats en stad in de Belgische provincie West-Vlaanderen. De gemeente telt ruim 20.000 inwoners, die Blankenbergenaars worden genoemd. Blankenberge is een van de belangrijkste badplaatsen aan de Belgische kust wat het aantal toeristen en hotelreserveringen betreft.

## Geschiedenis

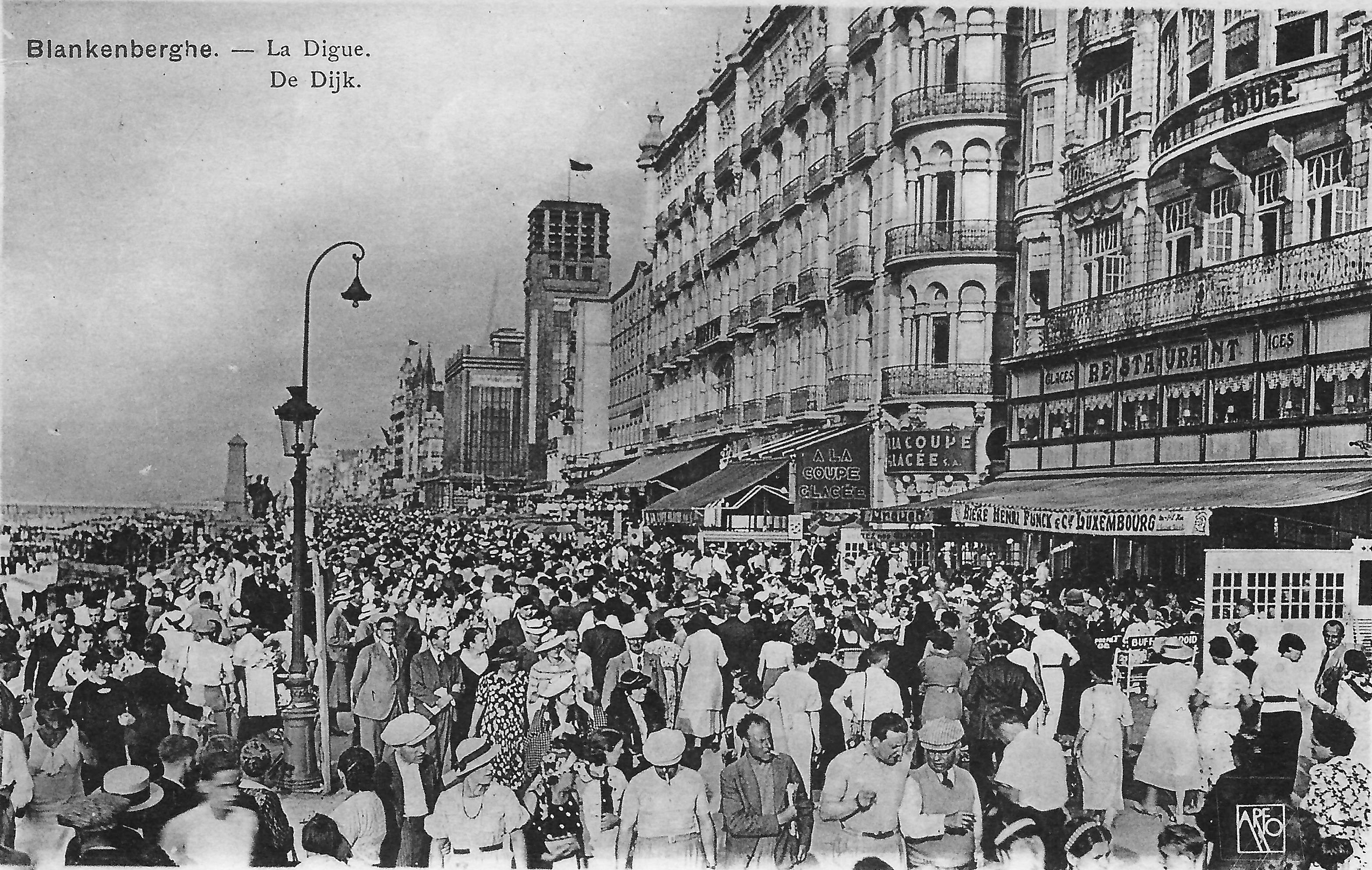
Drukte op de dijk in de jaren 20 van de twintigste eeuw

### Vissersdorp
Blankenberge was eerst een vissersgemeenschap tussen de Oostdijk en de Westdijk. Deze nederzetting was gelegen tussen de huidige Hoogstraat (Oostdijk) en Weststraat (Westdijk). Deze dijken zijn aangelegd omstreeks 1100 AD. In 1270 scheidde Blankenberge zich af van de parochie Uitkerke en verkreeg stadsrechten van gravin Margareta van Constantinopel. De vloot telde in de 13de eeuw meer dan 60 vaartuigen. Er was al sprake in 1337 van een vuurtoren die ten Oosten van het dorp stond. Vanaf 1418 vond jaarlijks de "zeezegening" door een priester plaats.
In de 15de eeuw bouwde men nabij de vuurtoren een aanlegsteiger voor de grote haringschepen. Deze raakte reeds begin 16de eeuw in onbruik. In 1526 werd een nieuwe vuurtoren gebouwd uit steen en dit naar model van de vierboeten van Oostende en Nieuwpoort. De Blankenbergse vissers schakelden over op platboomde schuiten die op het strand aanlegden. Reeds eind 16de eeuw werd er vanuit de vissers als vanuit het stadsbestuur naar een schuilhaven gevraagd. Getuige daarvan is een verzoekschrift van voor 1789 aan Maria-Theresia Keyserinne en Koninginne door de Visscherye van Blankenberge om een bassin, schuylplaetse ofte mouille te accorderen voor de schuyten. Het duurde echter tot in 1871 vooraleer er een havengeul gegraven werd waarlangs een houten staketsel kwam. Eind 19de eeuw werden de platte schuiten vervangen door kielschepen, die meer diepgang hadden. Ondanks de verbeteringen die men aanbracht voldeed de haven niet meer aan de toenmalige eisen. Na de Eerste Wereldoorlog dacht men aan een nieuwe haven maar dit project werd door geldgebrek niet onmiddellijk doorgevoerd. Bovendien liep de vissersactiviteit in Blankenberge tijdens het interbellum gestaag achteruit. In 1925 telde de vissersvloot nog 51 vaartuigen, in 1939 slechts 19. In 1944 werd de volledige haveninfrastructuur vernield door de Duitsers. Na de Tweede Wereldoorlog was de Blankenbergse vissersactiviteit verdwenen. In 1950 werd de huidige vuurtoren geopend. In 1953-1954 kwam het voorstel om terug een haven te bouwen voor de pleziervaart. De havengeul werd uitgebaggerd en op 9 juli 1955 werd de Blankenbergse jachthaven ingehuldigd. De jachthaven kende nog 2 uitbreidingen (1980 en 2004) en groeide uit tot een haven met 1000 ligplaatsen.

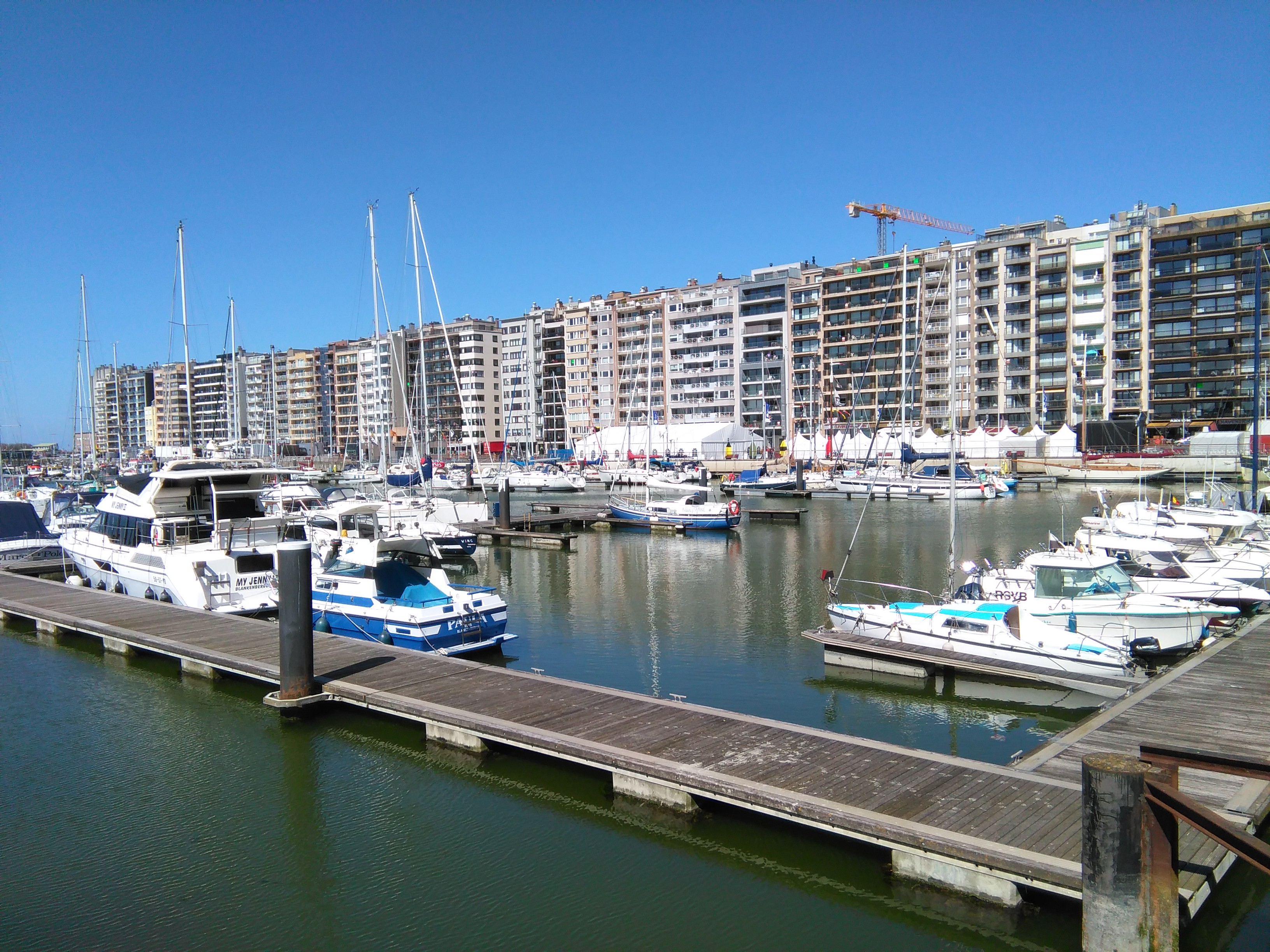
Gezicht op de oude haven en de Franchommelaan (2016)

### Badplaats

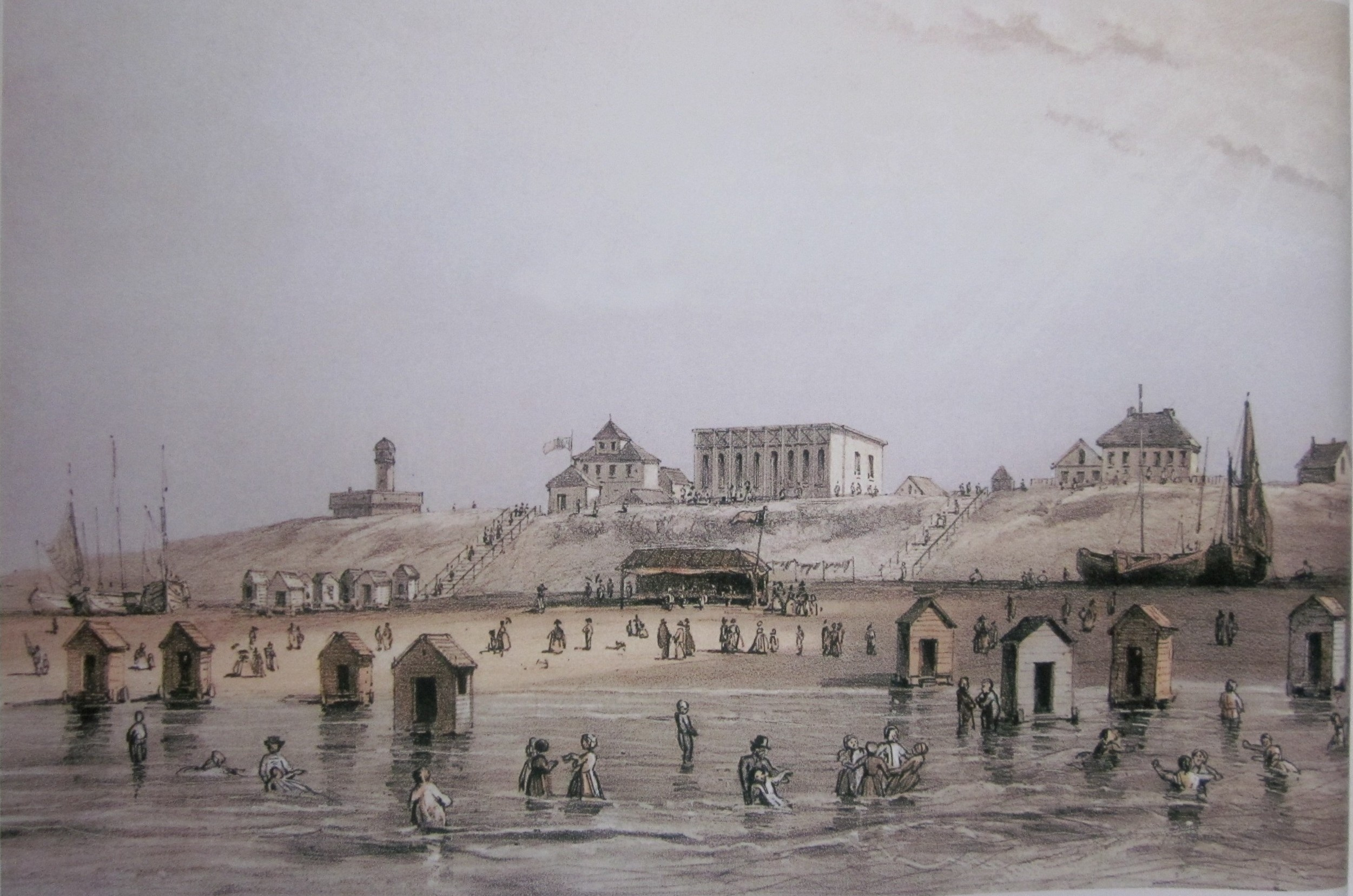
Blankenberge - lithografie van Edwin Toovey uit 1855

Reeds in de eerste helft van de 18e eeuw kwamen er toeristen naar Blankenberghe (door het Frans beïnvloede spelling). De Brugse steenweg werd in 1723 aangelegd. Deze zorgde niet alleen voor een groeiende export van vis maar eveneens voor een gemakkelijke verbinding voor de Bruggelingen die even aan zee kwamen voor een dagje ontspanning. Van badtoerisme was toen nog geen sprake. Het badtoerisme ontwikkelde zich onder impuls van het Engelse toerisme in de 19de eeuw. De eerste badcabines verschenen in 1838 op het strand. Kort daarna werd een houten zeedijk aangelegd en verschenen de eerste hotels. In 1859 werd het indrukwekkende Casino Kursaal gebouwd. Op 16 augustus 1863 is de spoorlijn Heist - Brugge, met een halte in Blankenberge geopend. Hierdoor werd Blankenberge veel beter bereikbaar voor de (gefortuneerde) toeristen, die voorheen alleen met koetsen langs kasseiwegen of met boten Blankenberge konden bereiken (zie toeristische informatie in 1905 reisgids Blad 210 en 211 en Blad 212).
In 1886 kwam de stoomtram uit Oostende naar Blankenberge. Die reed eerst via de Leopoldstraat en de krappe Weststraat. Vanaf 1894 wordt ongeveer de huidige route van de moderne Kusttram gevolgd. In 1908 volgde verlenging naar Heist. Daar kwam al sinds 1890 een andere stoomtram, naar Knokke en Brugge.
Tegen het einde van de 19e eeuw was de zeedijk volgebouwd met luxehotels en vakantievilla's. Er werd ook een gietijzeren pier (1893 - 1894) aangelegd, het eerste bouwwerk van 350 meter in zee op het Europese vasteland. Tijdens de Belle époque was het mondaine Blankenberge de favoriete vakantiebestemming van de Belgische beau monde; enkel de gekroonde hoofden, de adel, vooraanstaande politici, kunstenaars en de rijke bourgeoisie konden het zich veroorloven hun zomervakantie door te brengen in hun tweede verblijf aan zee. Zo bracht onder meer aartshertog Franz Ferdinand, troonopvolger van het Habsburgse rijk, met een speciale trein regelmatig bezoek aan het toenmalige 'Monaco van België'. Het groeiend toerisme zorgde voor werkgelegenheid en welvaart voor de stad. Het inwonersaantal groeide sterk. De gietijzeren pier werd in 1933 vervangen door een betonnen pier en op de plaats van het oude casino kwam een nieuw casino in art-decostijl (1932-1934). De villa's en hotels langs de zeedijk werden in de Tweede Wereldoorlog nagenoeg volledig vernield. Bij de heropbouw waren kwaliteit en degelijkheid belangrijker dan esthetiek. Zo maakten elitaire hotels zoals Hôtel des Bains et des Familles halfweg de jaren vijftig plaats voor goedkopere, minder luxueuze appartementsgebouwen en populaire campings. De toeristen vonden al vrij snel de weg terug naar Blankenberge maar het publiek was veranderd. Met de stijgende welvaart in de jaren '60 en '70 deed ook in Blankenberge het massatoerisme zijn intrede en trok het voortaan hoofdzakelijk de arbeiders- en middenklasse uit het Belgische binnenland aan. Het elitaire publiek bezocht toen vooral Knokke en De Haan, die sinds 1908 respectievelijk 1886 al goed bereikbaar waren met de Kusttram. Het inwonersaantal neemt in de zomermaanden nog steeds exponentieel toe. De infrastructuur om deze toeristen op te vangen breidt nog steeds uit.

### Tweede Wereldoorlog
In Blankenberge werd een deel van de Atlantikwall aangelegd door de Duitse bezetter. Daarbij werd een deel van de kustbebouwing ontmanteld. De pier bleef wonderwel intact omdat de Duitse sergeant Keseberg het bevel tot opblazen negeerde. Er vonden geallieerde bombardementen plaats, onder meer op de Zeedijk en de Grote Markt.
Blankenberge werd op 9 september 1944 bevrijd door de Manitoba Dragoons onder leiding van Eric James. Jaarlijks wordt dit gebeuren herdacht op de eerstvolgende zaterdagnamiddag met een plechtigheid en een optreden door een harmonieorkest op het Manitobaplein.

## Bezienswaardigheden
- De Sint-Rochuskerk;
- De Sint-Antoniuskerk;

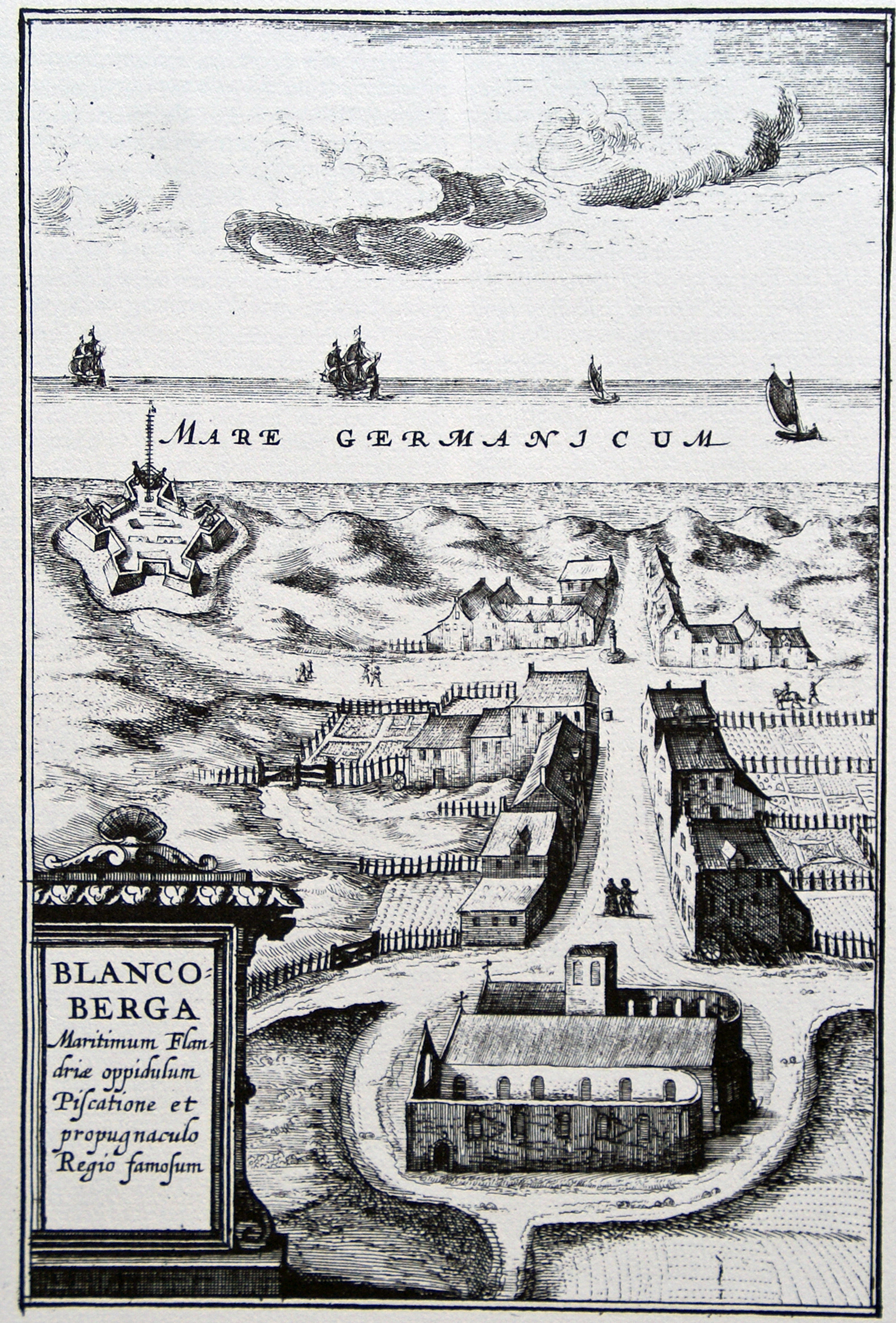
Blankenberge in de 17e eeuw

- Het Karmelietessenklooster met kloosterkapel;
- Het Oud Stadhuis van Blankenberge in Vlaamse renaissancestijl dateert van rond 1680 en is het oudst bewaarde burgerlijke gebouw in de stad;
- De zeedijk met enkele stenen trappen (de Bakkersstraattrap, de Kerkstraattrap en de Weststraattrap) en het Monument voor Lippens en De Bruyne;
- Casino Blankenberge
- Het Cultuurcentrum in het oude Postgebouw;
- De pier die na jaren renovatiewerken in de zomer van 2003 werd geopend. Verder zijn er 2 staketsels, waarvan een in hout en de andere in beton.
- Tientallen gebouwen in de stad zijn beschermd als monument:
- het Sea Life Centre Blankenberge, waar de wereld van de zeeflora en -fauna aan het publiek voorgesteld wordt;
- de vuurtoren;
- de Paravang, een windscherm daterend uit de belle-époquetijd, gelegen aan de haven;
- het Belle Epoque Centrum als museum over de belle époque in Blankenberge;
- het Huisje van Majutte, een van de twee overblijvende en als monument beschermde vissershuisjes;
- de jachthaven.

## Natuur en landschap
Blankenberge ligt aan de Belgische Noordzeekust. Er is een breed strand met zeedijk en boulevard. Ten oosten van Blankenberge liggen de natuurgebieden Zeebos en De Fonteintjes. In het zuiden ligt het natuurgebied Uitkerkse Polder.

## Kernen

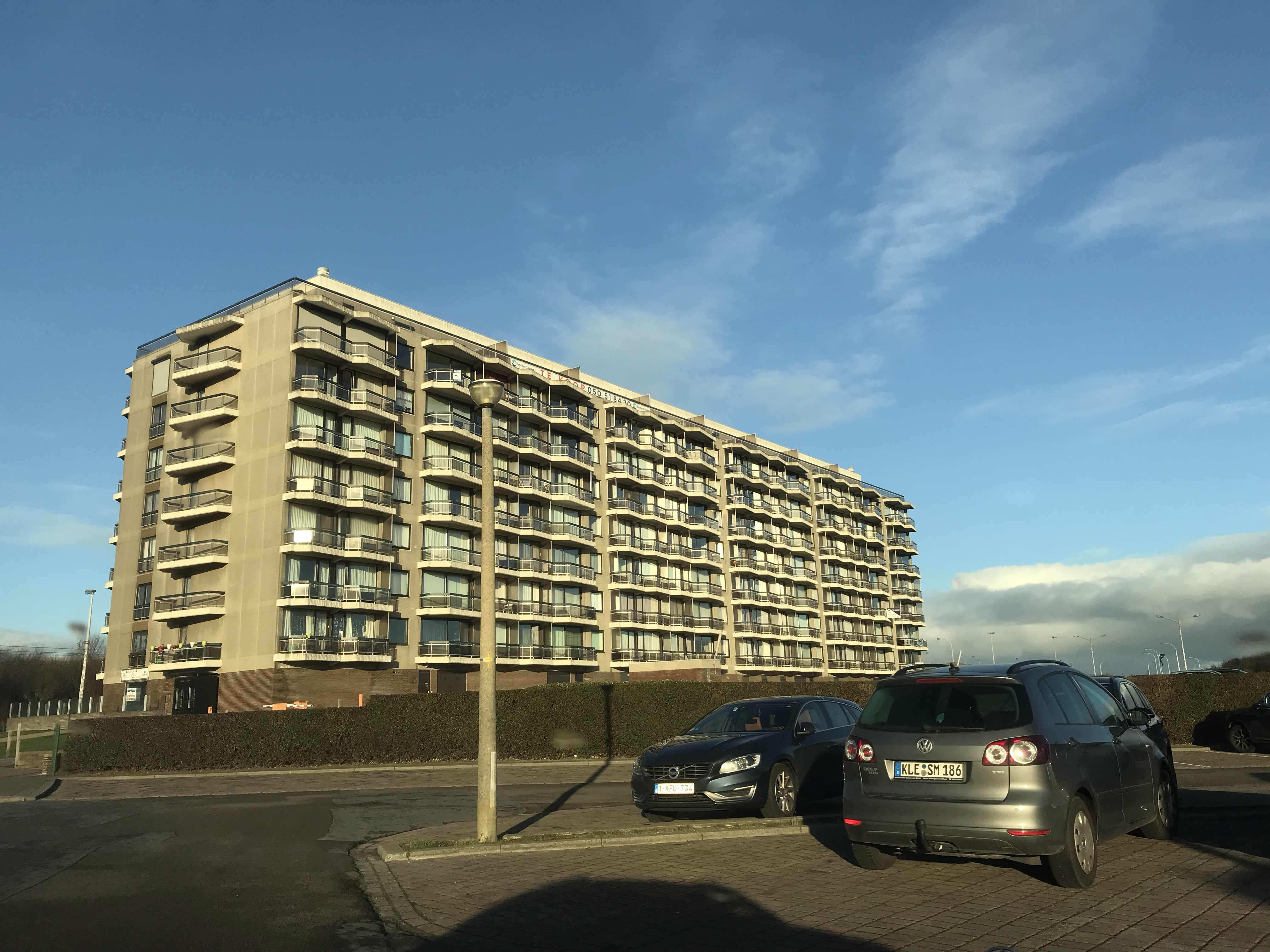
Appartementsgebouw in Blankenberge

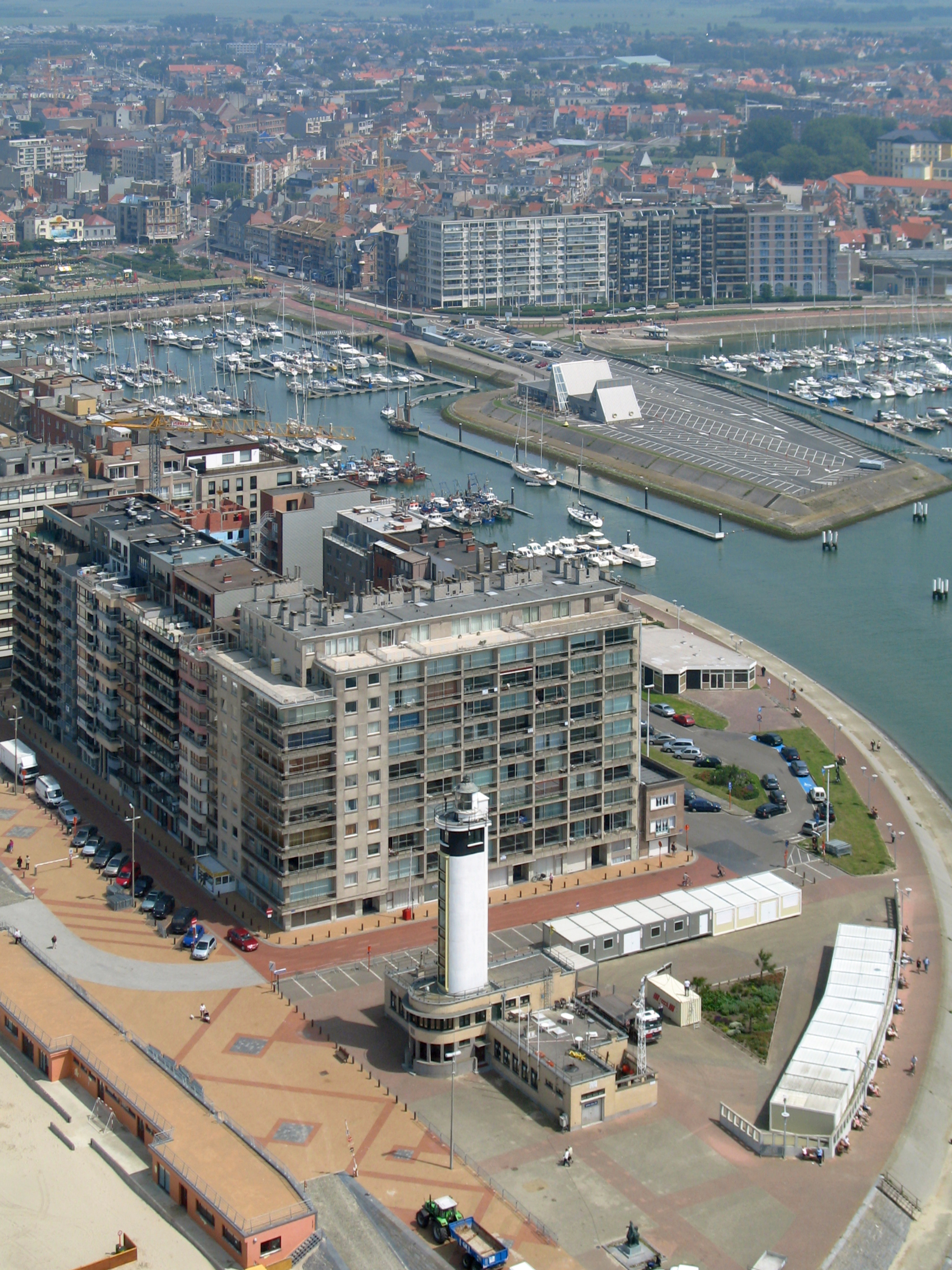
De vuurtoren en de jachthaven

Blankenberge bestaat uit twee deelgemeentes, Blankenberge zelf en Uitkerke. De bebouwing van Blankenberge-centrum beslaat echter bijna de volledige oppervlakte van de deelgemeente, en is ook één geheel gaan vormen met de dorpskern van Uitkerke.
| # | Naam             | Opp. (km²) | Inwoners (2020) | Inwoners per km² | NIS-code |
| - | ---------------- | ---------- | --------------- | ---------------- | -------- |
| 1 | Blankenberge (I) | 3,54       | 12 696          | 3 582            | 31004A   |
| 2 | Uitkerke (II)    | 15,48      | 7 757           | 501              | 31004B   |

Blankenberge grenst aan de volgende gemeenten en dorpen:
- a. Lissewege (met Lissewege zelf, maar ook de dorpen Zeebrugge en Zwankendamme) (stad Brugge);
- b. Zuienkerke (gemeente Zuienkerke);
- c. Nieuwmunster (gemeente Zuienkerke);
- d. Wenduine (gemeente De Haan).

### Kaart

Blankenberge, deelgemeenten en buurgemeenten. De gele gebieden zijn bebouwde kernen.

## Demografie

### Demografische ontwikkeling voor de fusie
- Bronnen:NIS, Opm:1831 tot en met 1970=volkstellingen; 1976 = inwoneraantal op 31 december

### Demografische ontwikkeling na de fusie
Alle historische gegevens hebben betrekking op de huidige gemeente, inclusief deelgemeenten, zoals ontstaan na de fusie van 1 januari 1977.
- Bronnen:NIS, Opm:1831 tot en met 1981=volkstellingen; 1990 en later= inwonertal op 1 januari

| Inwoners van jaar tot jaar op 1 januari 1992 tot heden | Inwoners van jaar tot jaar op 1 januari 1992 tot heden | Inwoners van jaar tot jaar op 1 januari 1992 tot heden |
| jaar                                                   | Aantal                                                 | Evolutie: 1992=index 100                               |
| ------------------------------------------------------ | ------------------------------------------------------ | ------------------------------------------------------ |
| 1992                                                   | 16.749                                                 | 100,0                                                  |
| 1993                                                   | 17.067                                                 | 101,9                                                  |
| 1994                                                   | 17.201                                                 | 102,7                                                  |
| 1995                                                   | 17.318                                                 | 103,4                                                  |
| 1996                                                   | 17.266                                                 | 103,1                                                  |
| 1997                                                   | 17.414                                                 | 104,0                                                  |
| 1998                                                   | 17.397                                                 | 103,9                                                  |
| 1999                                                   | 17.458                                                 | 104,2                                                  |
| 2000                                                   | 17.414                                                 | 104,0                                                  |
| 2001                                                   | 17.538                                                 | 104,7                                                  |
| 2002                                                   | 17.726                                                 | 105,8                                                  |
| 2003                                                   | 17.897                                                 | 100,9                                                  |
| 2004                                                   | 18.088                                                 | 108,0                                                  |
| 2005                                                   | 18.135                                                 | 108,3                                                  |
| 2006                                                   | 18.175                                                 | 108,5                                                  |
| 2007                                                   | 18.329                                                 | 109,4                                                  |
| 2008                                                   | 18.443                                                 | 110,1                                                  |
| 2009                                                   | 18.660                                                 | 111,4                                                  |
| 2010                                                   | 18.907                                                 | 112,9                                                  |
| 2011                                                   | 19.096                                                 | 114,0                                                  |
| 2012                                                   | 19.337                                                 | 115,5                                                  |
| 2013                                                   | 19.682                                                 | 117,5                                                  |
| 2014                                                   | 19.879                                                 | 118,7                                                  |
| 2015                                                   | 20.014                                                 | 119,5                                                  |
| 2016                                                   | 20.013                                                 | 119,5                                                  |
| 2017                                                   | 20.265                                                 | 121,0                                                  |
| 2018                                                   | 20.349                                                 | 121,5                                                  |
| 2019                                                   | 20.436                                                 | 122,0                                                  |
| 2020                                                   | 20.463                                                 | 122,2                                                  |
| 2021                                                   | 20.479                                                 | 122,3                                                  |
| 2022                                                   | 20.408                                                 | 121,8                                                  |
| 2023                                                   | 20.511                                                 | 122,5                                                  |
| 2024                                                   | 20.559                                                 | 122,7                                                  |
| 2025                                                   | 20.654                                                 | 123,3                                                  |

## Evenementen
- Tweedaagse Voettocht Blankenberge, wandelevenement in het eerste weekend van mei;
- Havenfeesten
- Strat'éVaria, stadsfestival, paasvakantie
- Bloemencorso, iedere laatste zondag van augustus.
- Paravangfeesten
- Halloweenparade
- Bel'Lumière, winters lichtspektakel, kerstvakantie
- Carnavalstoet

## Politiek

### Structuur
| Blankenberge     | Blankenberge     | Supranationaal         | Nationaal                         | Nationaal                         | Gemeenschap               | Gewest                    | Provincie                 | Arrondissement  | Provinciedistrict | Kanton          | Gemeente        |
| ---------------- | ---------------- | ---------------------- | --------------------------------- | --------------------------------- | ------------------------- | ------------------------- | ------------------------- | --------------- | ----------------- | --------------- | --------------- |
| Administratief   | Niveau           | Europese Unie          | België                            | België                            | Vlaanderen                | Vlaanderen                | West-Vlaanderen           | Brugge          | Brugge            | Brugge          | Blankenberge    |
| Administratief   | Bestuur          | Europese Commissie     | Belgische regering                | Belgische regering                | Vlaamse regering          | Vlaamse regering          | Deputatie                 | Deputatie       | Deputatie         | Deputatie       | Gemeentebestuur |
| Administratief   | Raad             | Europees Parlement     | Kamer van volksvertegenwoordigers | Kamer van volksvertegenwoordigers | Vlaams Parlement          | Vlaams Parlement          | Provincieraad             | Provincieraad   | Provincieraad     | Provincieraad   | Gemeenteraad    |
| Kiesomschrijving | Kiesomschrijving | Nederlands Kiescollege | Kieskring West-Vlaanderen         | Kieskring West-Vlaanderen         | Kieskring West-Vlaanderen | Kieskring West-Vlaanderen | Kieskring West-Vlaanderen | Brugge          | Brugge            | Brugge          | Blankenberge    |
| Verkiezing       | Verkiezing       | Europese               | Federale                          | Federale                          | Vlaamse                   | Vlaamse                   | Provincieraads-           | Provincieraads- | Provincieraads-   | Provincieraads- | Gemeenteraads-  |

### Geschiedenis

#### Burgemeesters
| Tijdspanne | Tijdspanne  | Burgemeester                   |
| ---------- | ----------- | ------------------------------ |
|            | 1801 - 1808 | Emmanuel-Pierre Semaesse       |
|            | 1809        | Leon De Rycker                 |
|            | 1809 - 1830 | Joseph-Louis Mamet             |
|            | 1830 - 1847 | Jacobus De Langhe              |
|            | 1848 - 1866 | Frans-Henri Mamet              |
|            | 1867 - 1874 | Leon Dujardin                  |
|            | 1875 - 1877 | Cornelis De Meulenaere         |
|            | 1877 - 1884 | Alfons Van Mullem              |
|            | 1885 - 1896 | Gustaaf Notebaert              |
|            | 1896 - 1906 | Karel Deswert                  |
|            | 1907 - 1914 | Gustave D'Hondt (Kath. Partij) |
|            | 1914 - 1921 | Jozef Ponjaert                 |
|            | 1921 - 1926 | Arthur Pauwels                 |
|            | 1927 - 1931 | Gustave D'Hondt (UCB)          |

| Tijdspanne | Tijdspanne   | Burgemeester                            |
| ---------- | ------------ | --------------------------------------- |
|            | 1931 - 1932  | Leon Nuytemans                          |
|            | 1933 - 1938  | Arthur Pauwels                          |
|            | 1939 - 1941  | Leon Nuytemans                          |
|            | 1941 - 1944  | Victor De Rycker (Oorlogsburgemeester)  |
|            | 1944 - 1945  | Leon Nuytemans                          |
|            | 1945 - 1946  | Louis Van Sluys                         |
|            | 1947 - 1970  | Maurice Devriendt                       |
|            | 1970 - 1986  | Willem Content (BSP / SP)               |
|            | 1986 - 1994  | Sylvère Declerck (SP)                   |
|            | 1995 - 2011  | Ludo Monset (VLD / Open Vld)            |
|            | 2011 - 2017  | Patrick De Klerck (Open Vld)            |
|            | 2017 - 2018  | Ivan De Clerck (Open Vld)               |
|            | 2019 - 2021  | Daphné Dumery (N-VA)                    |
|            | 2021 - heden | Björn Prasse (Open Vld) (vanaf 24/8/21) |

#### Legislatuur 2013 - 2018
Burgemeester werd Patrick De Klerck (Open Vld), die een coalitie sloot met de sp.a. Door het ontslag van eerste schepen Johan Van Eeghem werd aan deze samenwerking een einde gemaakt en vond Open Vld een nieuwe coalitiepartner bij de N-VA. In maart 2015 werd de coalitie tussen Groen en Dwars van Piet Wittevrongel opgezegd. Op 1 juli 2017 vond een aangekondigde burgemeesterswissel plaats en werd De Klerck opgevolgd door partijgenoot Ivan De Clerck. Patrick De Klerck is sindsdien schepen.

#### Legislatuur 2019-2024
Na de verkiezingen van oktober 2018 werd er een nieuwe coalitie gesloten tussen N-VA, CD&V en sp.a met een meerderheid van 16 zetels op 27. De nieuwe burgemeester werd Daphné Dumery (N-VA). Op 24 augustus 2021 werd de coalitie vervangen door een nieuwe coalitie van Open Vld en Vooruit met een meerderheid van 15 zetels op 27. N-VA verloor een zetel, omdat na twee ontslagen bij hun raadsleden, opvolger Nick Verwimp besloot als onafhankelijke te zetelen. De nieuwe burgemeester werd Björn Prasse (Open Vld). Blankenberge is daarmee de eerste gemeente in Vlaanderen die gebruik maakte van het nieuw decreet waarbij het met een vereenvoudigde procedure en via een constructieve motie van wantrouwen een nieuw bestuur kon laten aantreden.

#### Legislatuur 2024-2030
Na de verkiezingen van oktober 2024 slaagde geen enkele partij erin om een coalitie te sluiten. Conform het nieuwe lokale kiesdecreet werd daarom op 16 december 2024 overgegaan tot een geheime stemming in de gemeenteraad om een college van burgemeester en schepenen samen te stellen. Bij deze stemming werden vijf schepenen aangeduid, een voor Team Blankenberge, de lijst van uittredend burgemeester Björn Prasse, twee voor N-VA en elk een voor CD&V Plus en Vooruit. Deze vier partijen waren samen goed voor een meerderheid van 24 zetels op 27. Als stemmenkampioen van de grootste lijst werd Björn Prasse opnieuw burgemeester.

### Resultaten gemeenteraadsverkiezingen sinds 1976
| Partij of kartel     | Partij of kartel                                     | 10-10-1976 | 10-10-1976 | 10-10-1982 | 10-10-1982 | 9-10-1988 | 9-10-1988 | 9-10-1994 | 9-10-1994 | 8-10-2000 | 8-10-2000 | 8-10-2006 | 8-10-2006 | 14-10-2012 | 14-10-2012 | 14-10-2018 | 14-10-2018 | 13-10-2024 | 13-10-2024 |
| Stemmen / Zetels     | Stemmen / Zetels                                     | %          | 23         | %          | 23         | %         | 23        | %         | 25        | %         | 25        | %         | 25        | %          | 25         | %          | 27         | %          | 27         |
| -------------------- | ---------------------------------------------------- | ---------- | ---------- | ---------- | ---------- | --------- | --------- | --------- | --------- | --------- | --------- | --------- | --------- | ---------- | ---------- | ---------- | ---------- | ---------- | ---------- |
|                      | DWARS1/ J-Dwars2/ Dwars-GroenB                       | -          |            | -          |            | 4,071     | 0         | 8,392     | 1         | 6,451     | 1         | 7,491     | 1         | 4,60B      | 0          | -          |            | -          |            |
|                      | Agalev1/ Dwars-GroenB/ Groen2                        | -          |            | 5,541      | 0          | -         |           | -         |           | 5,091     | 0         | -         |           | 4,60B      | 0          | 4,92       | 0          | -          |            |
|                      | SP1/ sp.a2/ Vooruit3                                 | 36,261     | 9          | 31,91      | 9          | 34,741    | 9         | 24,391    | 6         | 22,31     | 6         | 26,732    | 7         | 20,262     | 5          | 17,82      | 6          | 16,83      | 4          |
|                      | PVV1/ VLD2/ Open Vld3/ Team Blankenberge4            | 24,991     | 6          | 28,981     | 8          | 29,571    | 7         | 37,282    | 11        | 39,712    | 12        | 34,962    | 10        | 32,493     | 10         | 27,73      | 9(°°)      | 27,84      | 8          |
|                      | BVP1/ CVP2/ CD&V+N-VAA/ CD&V3/ CD&V20304/ CD&V Plus5 | 35,601     | 8          | 24,712     | 6          | 26,812    | 7         | 21,962    | 6         | 17,992    | 5         | 17,91A    | 4         | 14,553     | 3          | 12,54      | 3(°)       | 16,95      | 4          |
|                      | VU1/ CD&V+N-VAA/ N-VA2                               | -          |            | 5,871      | 0          | 3,551     | 0         | -         |           | -         |           | 17,91A    | 4         | 21,712     | 6          | 22,72      | 7(°)       | 27,02      | 8          |
|                      | Vlaams Blok1/ Vlaams Belang2                         | -          |            | -          |            | -         |           | 6,751     | 1         | 8,471     | 1         | 12,912    | 3         | 6,382      | 1          | 9,52       | 2          | 11,42      | 3          |
|                      | Anderen(*)                                           | 3,15       | 0          | 3,01       | 0          | 1,25      | 0         | 1,24      | 0         | -         |           | -         |           | -          |            | 4,9        | 0          | -          |            |
| Totaal stemmen       | Totaal stemmen                                       | 10187      | 10187      | 10911      | 10911      | 11730     | 11730     | 12213     | 12213     | 12874     | 12874     | 13963     | 13963     | 14472      | 14472      | 14991      | 14991      | 9497       | 9497       |
| Opkomst %            | Opkomst %                                            |            |            |            |            | 91,67     | 91,67     | 89,75     | 89,75     | 90,74     | 90,74     | 92,68     | 92,68     | 90,11      | 90,11      | 89,6       | 89,6       | 57,4       | 57,4       |
| Blanco en ongeldig % | Blanco en ongeldig %                                 | 2,54       | 2,54       | 3,47       | 3,47       | 4,72      | 4,72      | 4,65      | 4,65      | 4,3       | 4,3       | 3,78      | 3,78      | 4,26       | 4,26       | 4,7        | 4,7        | 1,8        | 1,8        |

De zetels van de gevormde coalitie staan vetjes afgedrukt. De grootste partij is in kleur.

(*) 1976: NB (3,15%) / 1982: BP (3,01%) / 1988: RETSIN (1,25%) / 1994: EW (1,24%) / 2018: Beter Blankenberge (4,9%)

## Scholen

### Vrij onderwijs
- Vrij Basis Onderwijs Blankenberge Wenduine
- Sint-Jozef Sint-Pieter (vroeger Sint-Pieterscollege - Sint-Jozefshandelsschool)

### Gemeenschapsscholen
- d'Oefenschool
- Zilvermeeuw Blankenberge en Uitkerke
- Maerlant Middenschool Blankenberge
- Maerlant Atheneum Blankenberge

### Openbaar vervoer
De Kusttram is het belangrijkste vervoermiddel langsheen de ganse Vlaamse Kust. Er is een halte recht tegenover het station.
In juli en augustus worden er dagelijks een 5-tal zogenaamde toeristentreinen (Kust-Express) ingezet richting Blankenberge. Deze treinen keren ‘s avonds ook terug. Deze rijden als extra treinen omdat het dus erg druk is op de reguliere Intercityverbindingen, die station Blankenberge rechtstreeks met Brussel verbinden via Brugge. Samen met Oostende is het tijdens deze periode de populairste kustbestemming.
Buslijn 40 verbindt de stad met Brugge. Tot minstens 2003 was dit lijn 51A. Lijn 48 verbindt sinds 2024 Blankenberge AZ Zeno met Knokke AZ Zeno. Ook is er centrumbus 38, en flexvervoer (voorheen belbus 36) bedient de ruime omgeving.
- Maria Vincentia Khnopff (1789-1862), school- en kloosteroverste
- Henri De Bruyne (1868-1892), militair
- Frans Masereel (1889-1972), houtgraveur
- Willem Van Hecke (1893-1976), kunstschilder
- Raymond Brulez (1895-1972), auteur
- Jules Van Paemel (1896-1968), etser
- Jan Guilini (1912-1944), zwemmer en verzetsstrijder
- Leo Van Paemel (1914-1995), kunstschilder
- Rudi Pillen (1931-2014), kunstschilder
- Roger Wittevrongel (1933), kunstschilder
- Lucien Van Kersschaever (1939), basketbalspeler en -coach
- Frank De Coninck (1945-2022), diplomaat en hofdignitaris
- Pieter Aspe (1953-2021), misdaadauteur
- Patrick Riguelle (1962), musicus en zanger
- Luk Alloo (1963), tv-presentator
- David Dehenauw (1970), Belgische wetenschapper en weerman
- Frédéric Leroy (1974), dichter
- Inge Bergh (1974), kinderboekenauteur
- Sven Pieters (1976), atleet
- Dries Heyneman (1979), cabaretier
- Frans Regoudt (1906-1977), kunstschilder
- Tom Stubbe (1981), wielrenner
- Dimos De Beun
- Brian Vandenbussche (1981), voetballer
- Nathan Vandergunst (1999), youtuber

## Galerij

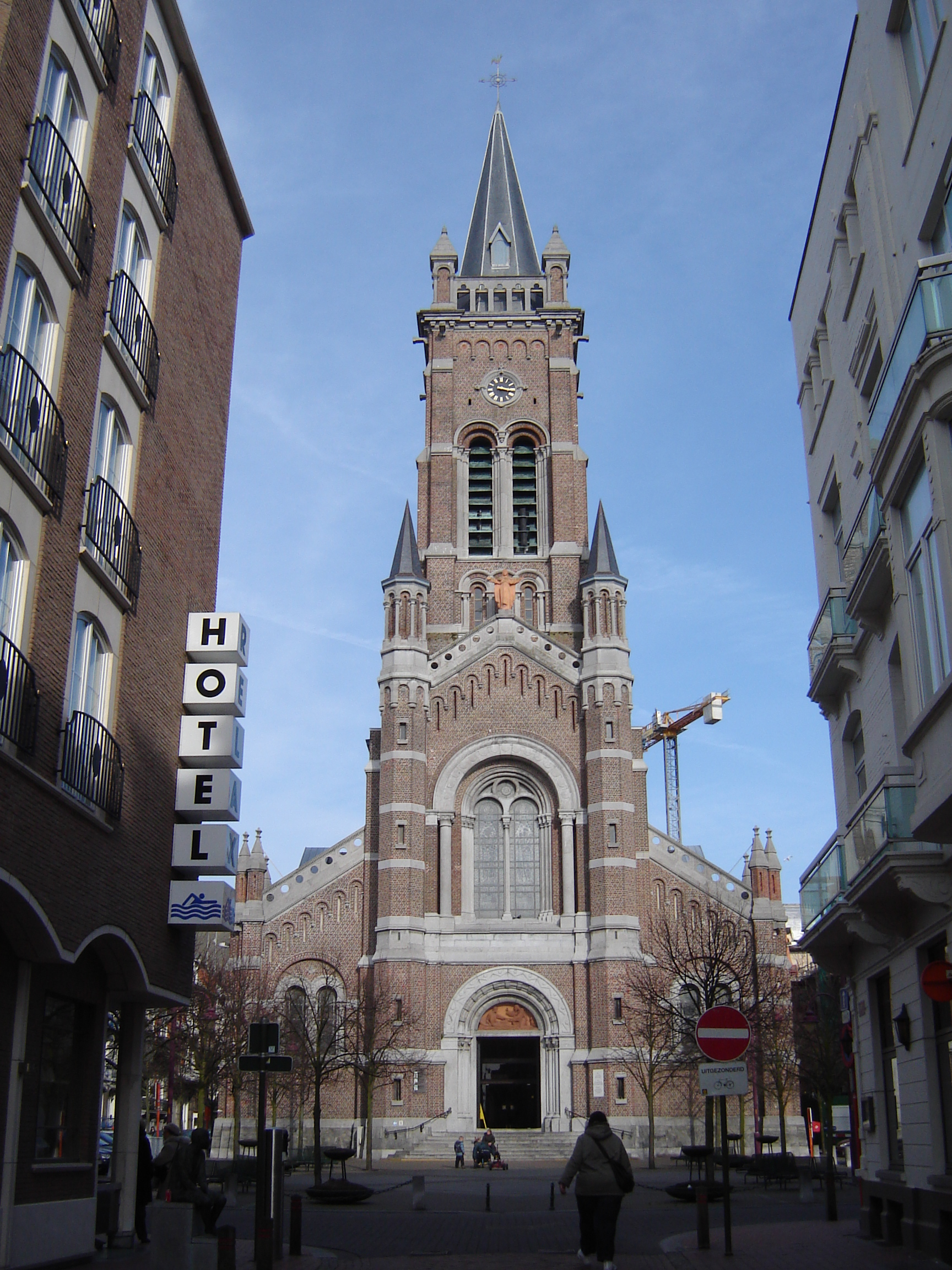
Sint-Rochuskerk
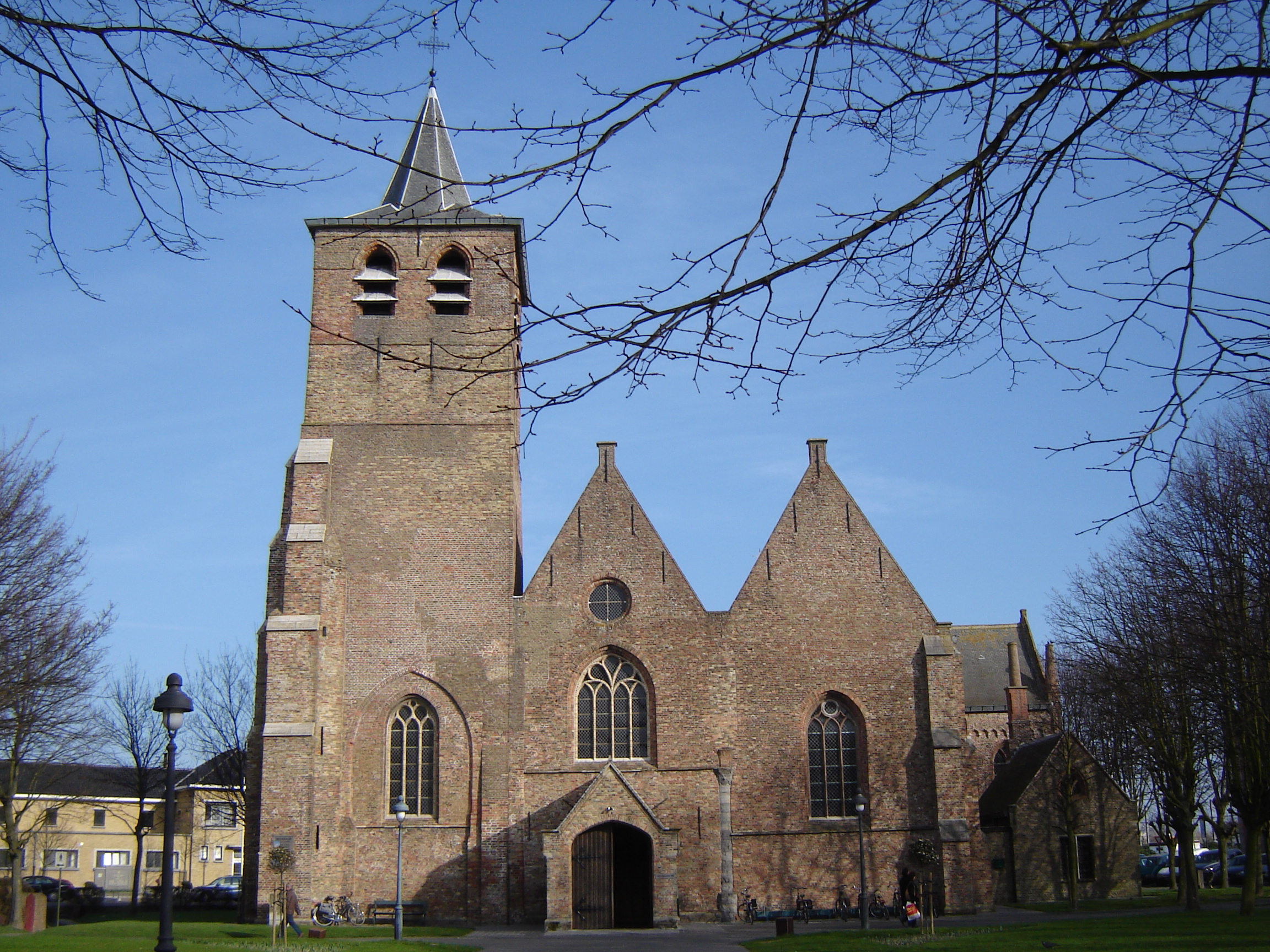
Sint-Antoniuskerk
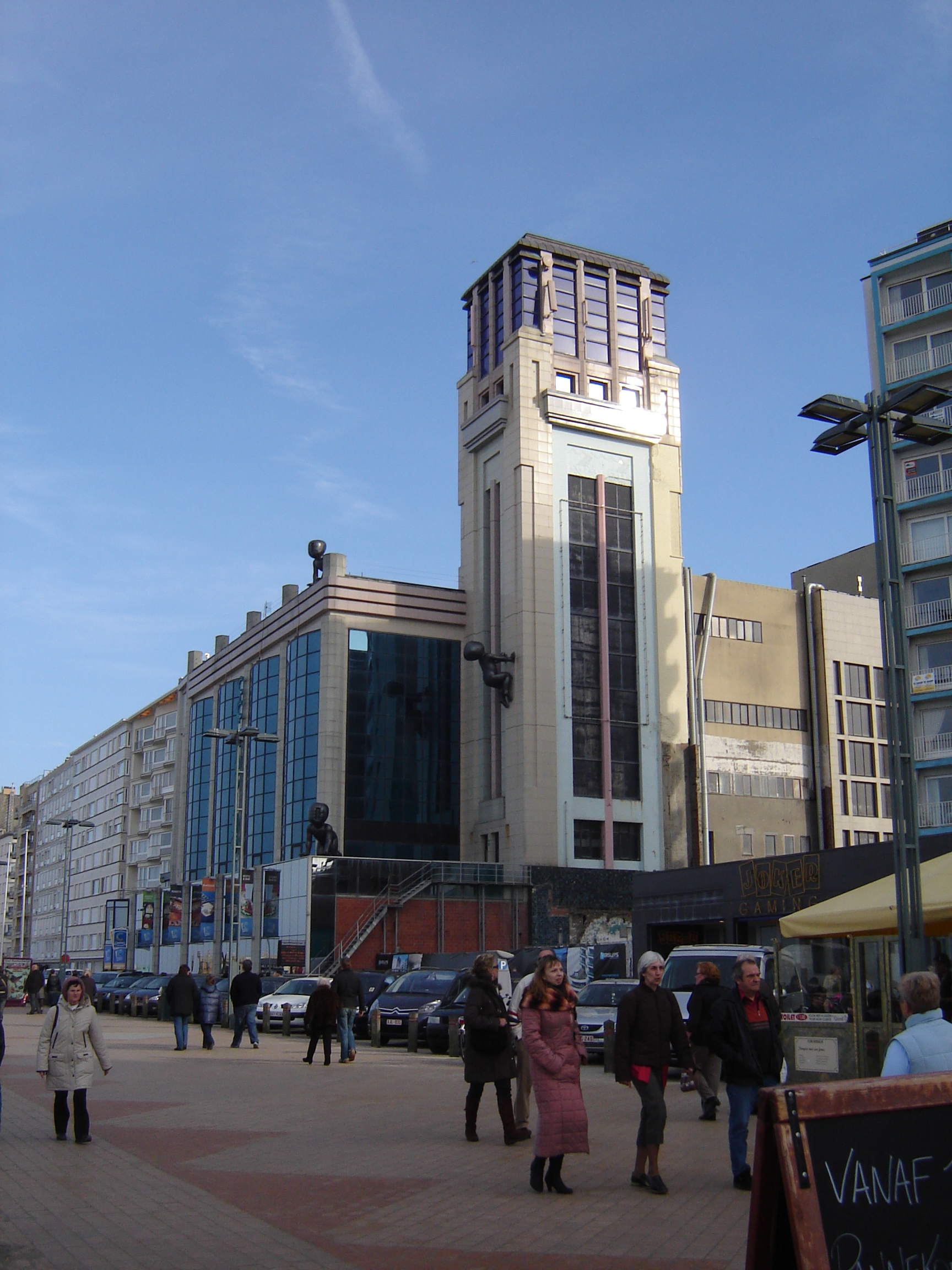
Casino aan de zeedijk
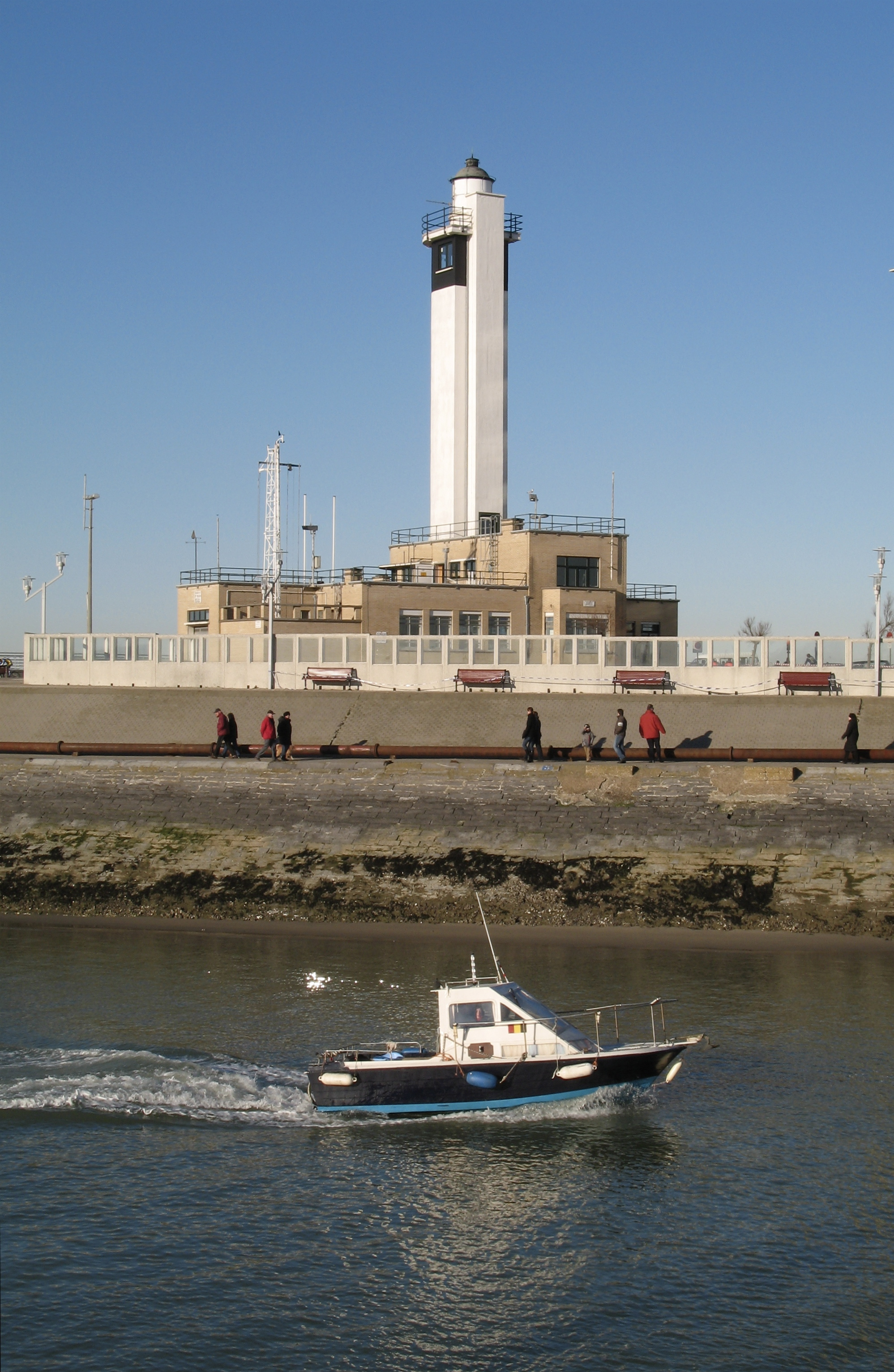
Vuurtoren
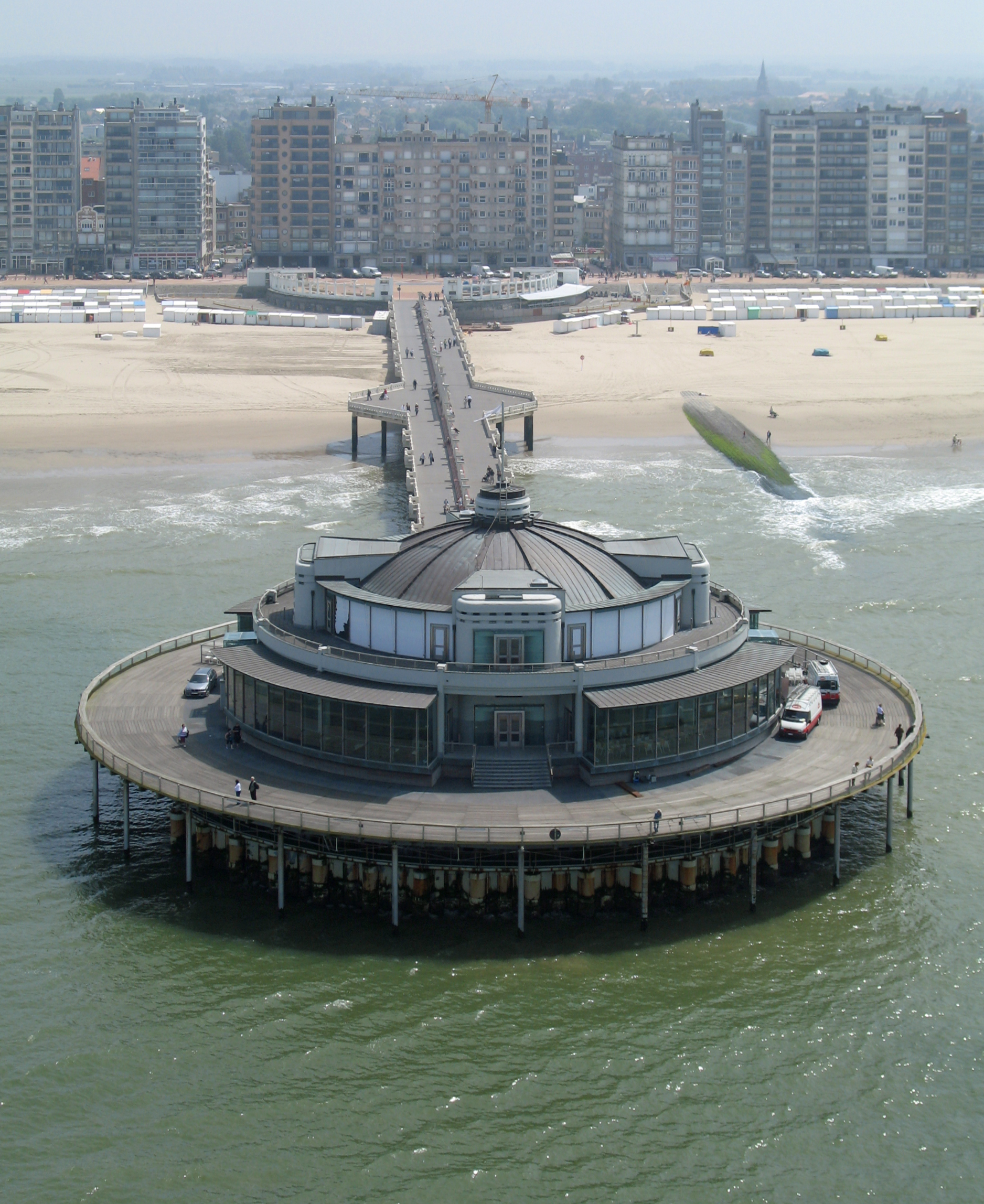
Pier (dichtbij)
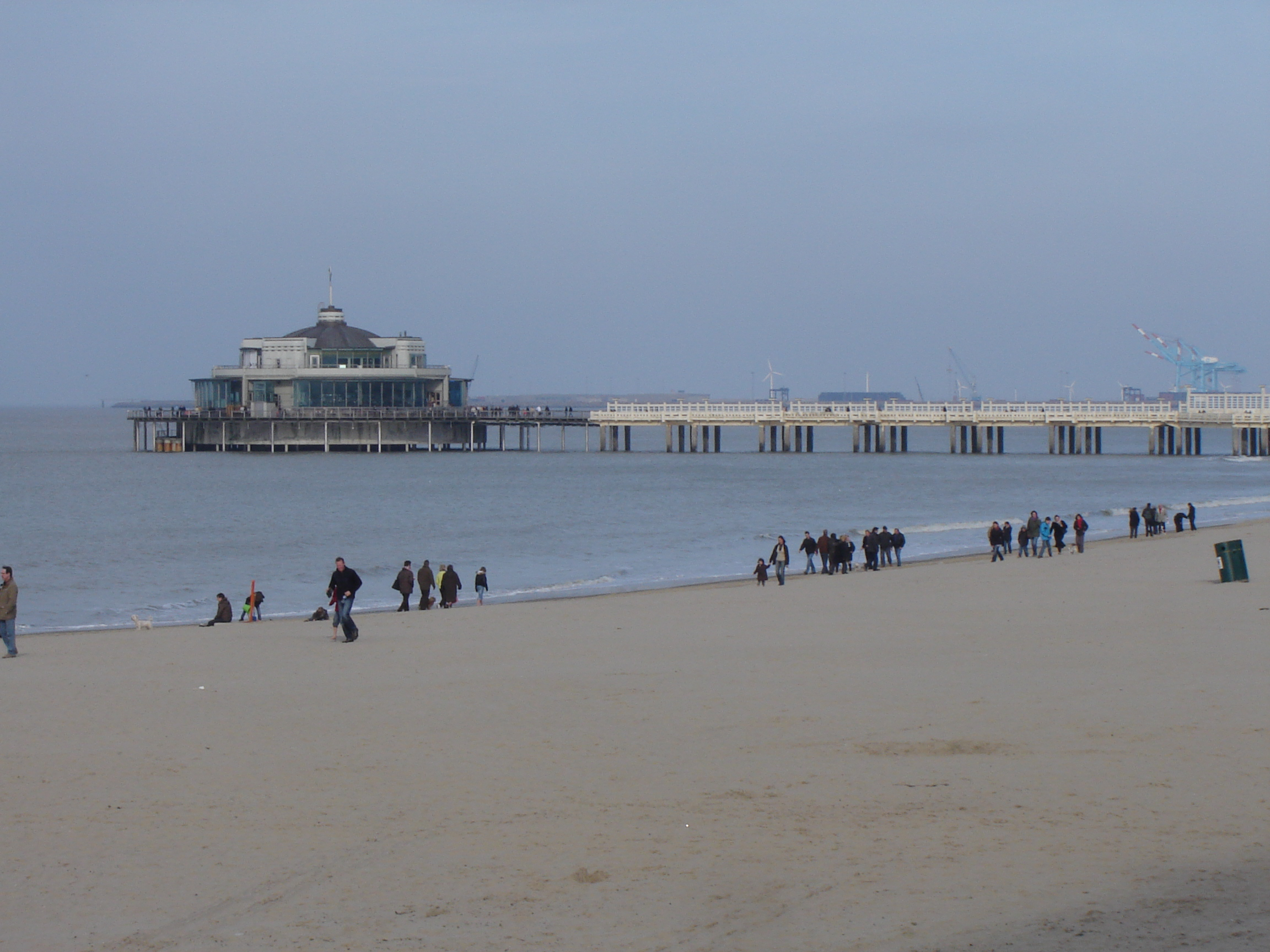
Pier (op afstand)
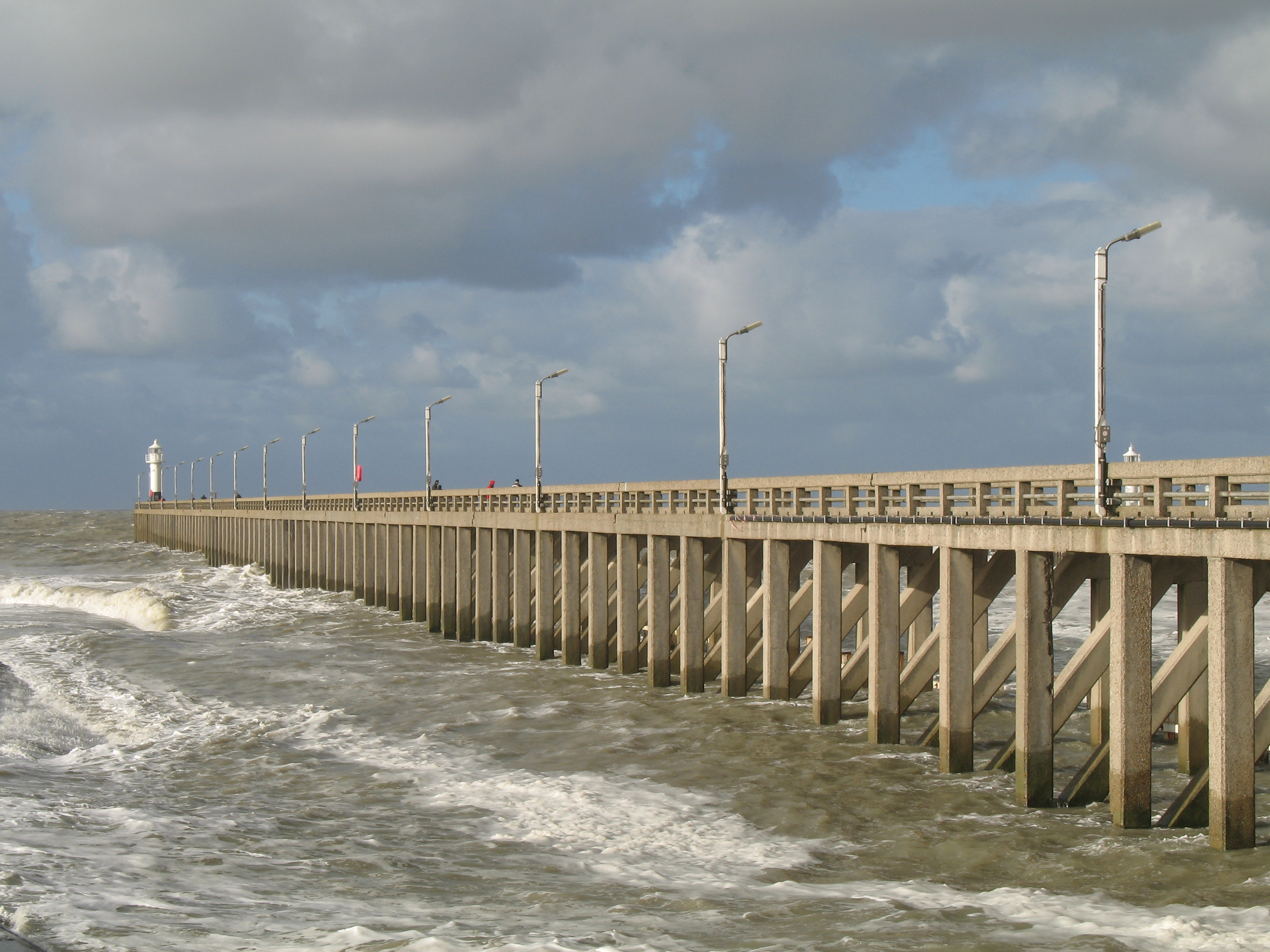
Westerstaketsel
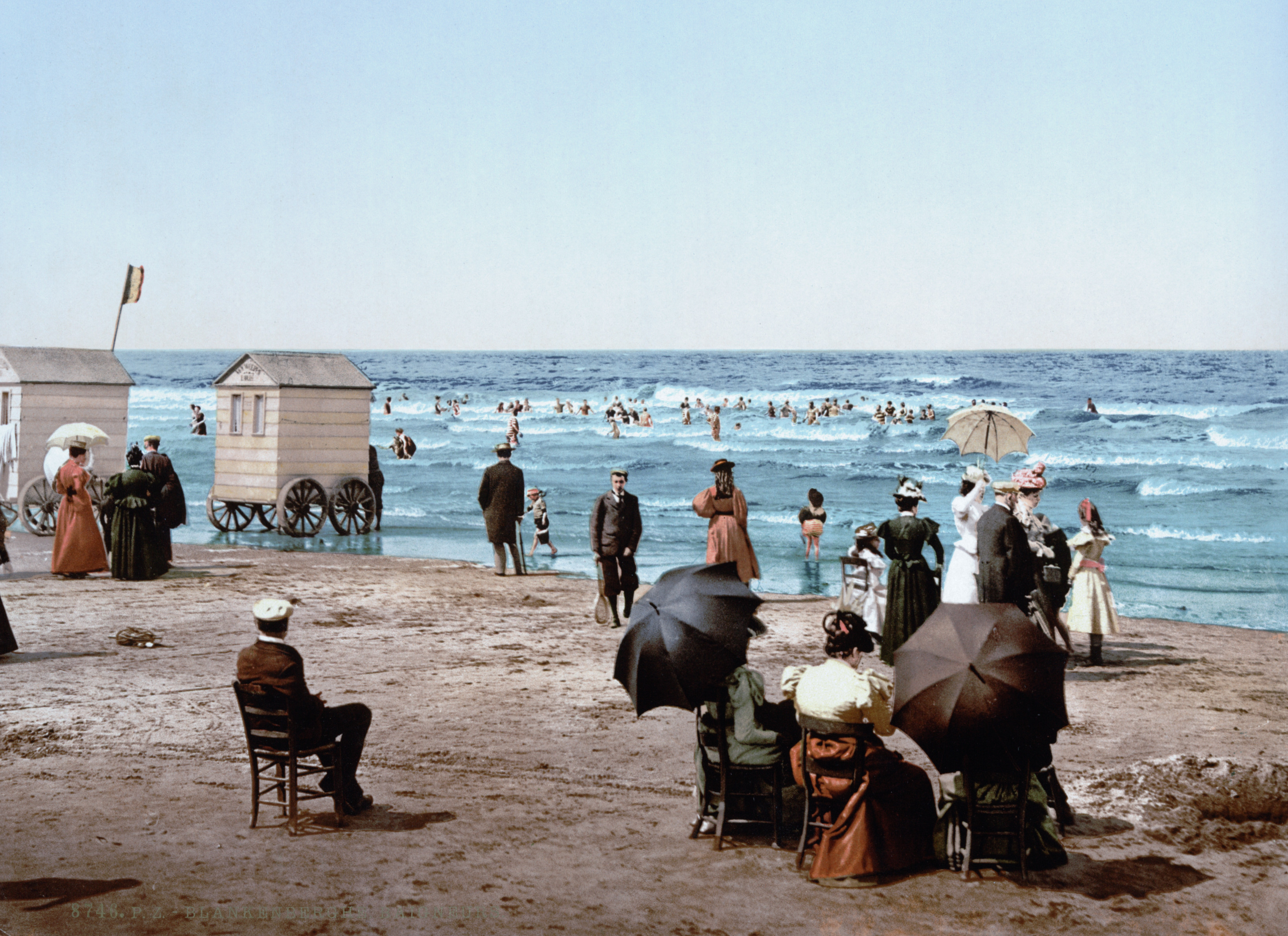
Het strand van Blankenberge in 1900
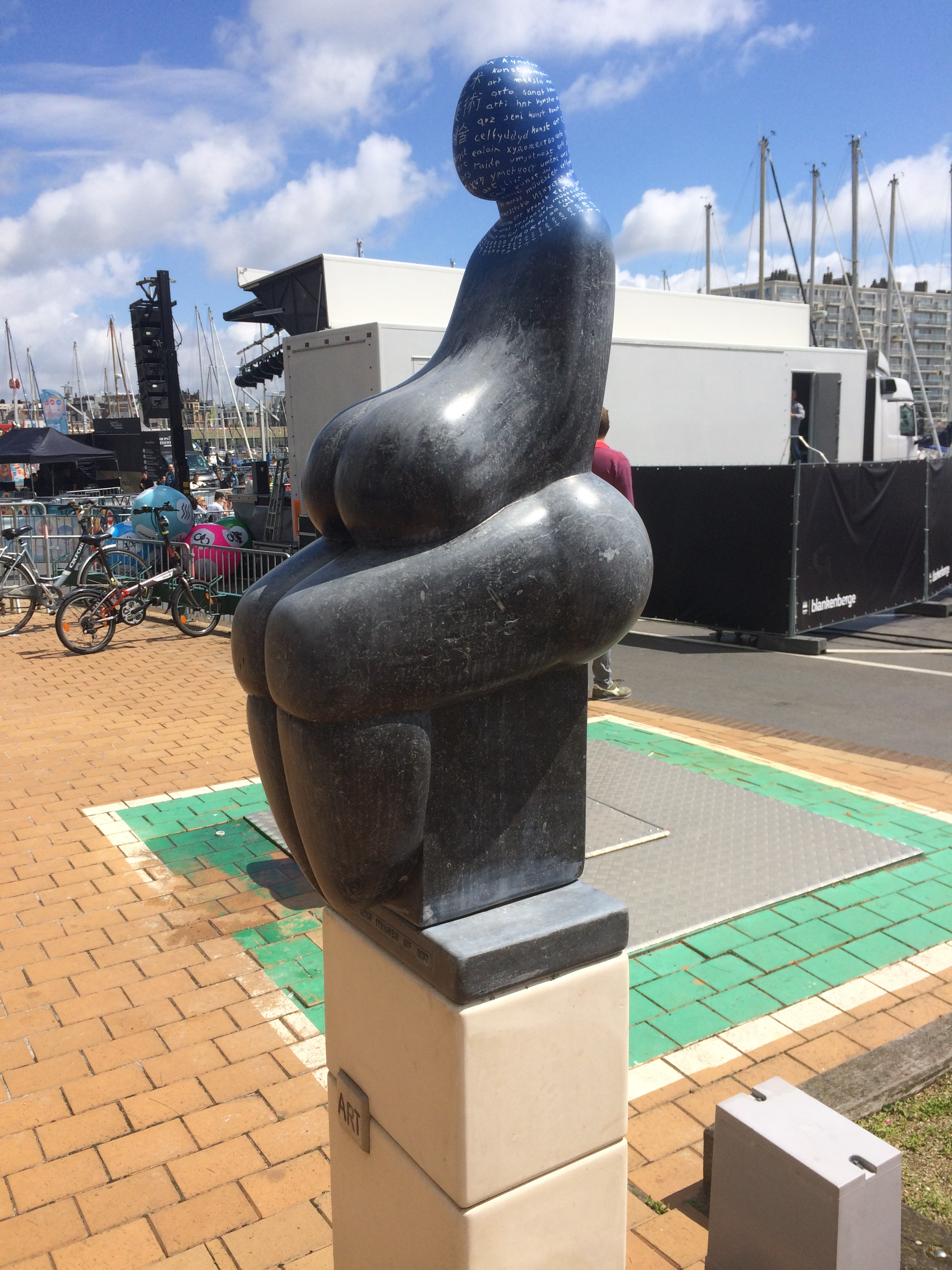
Consuming Images Of Art
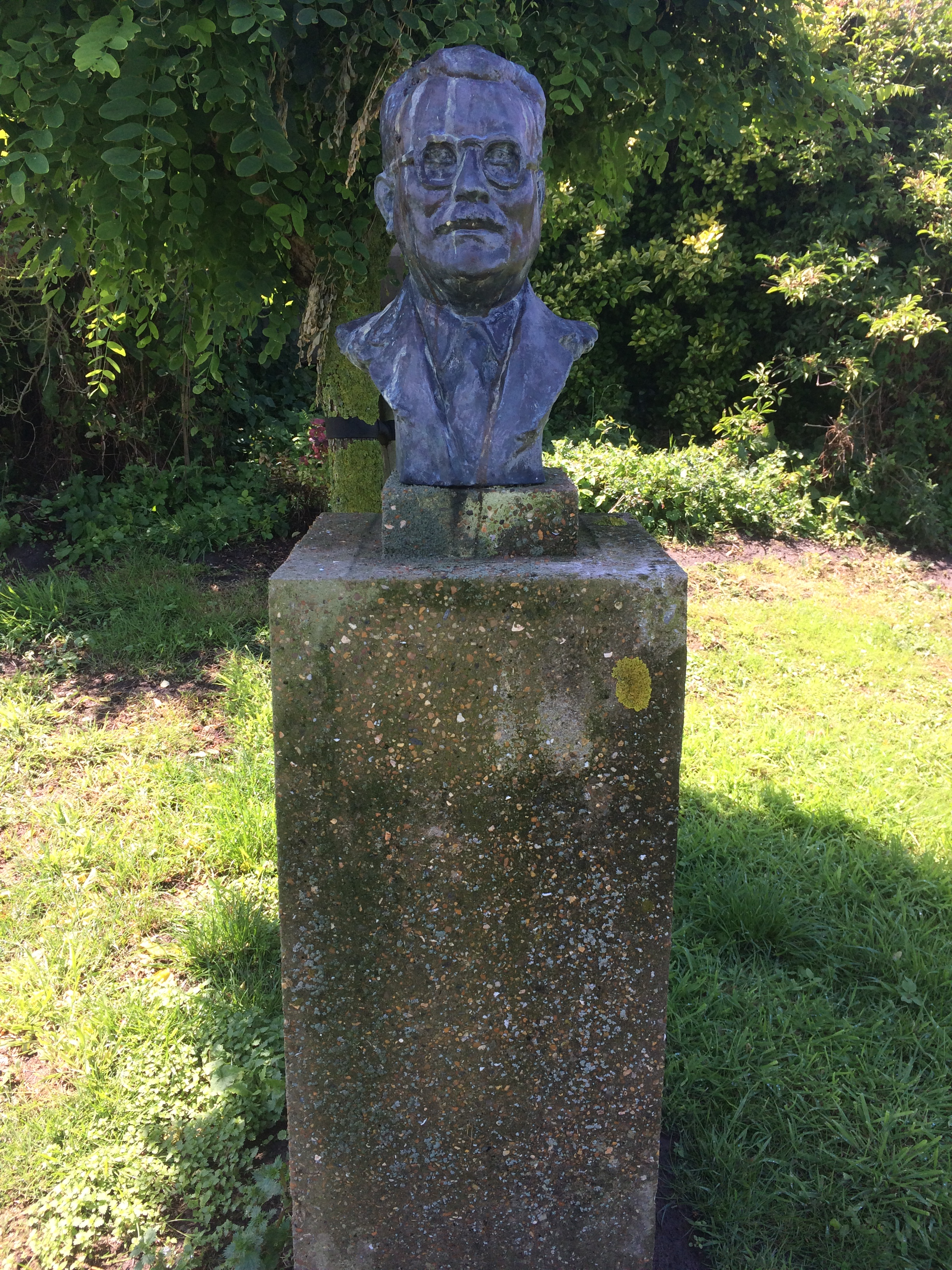
Achiel Van Acker
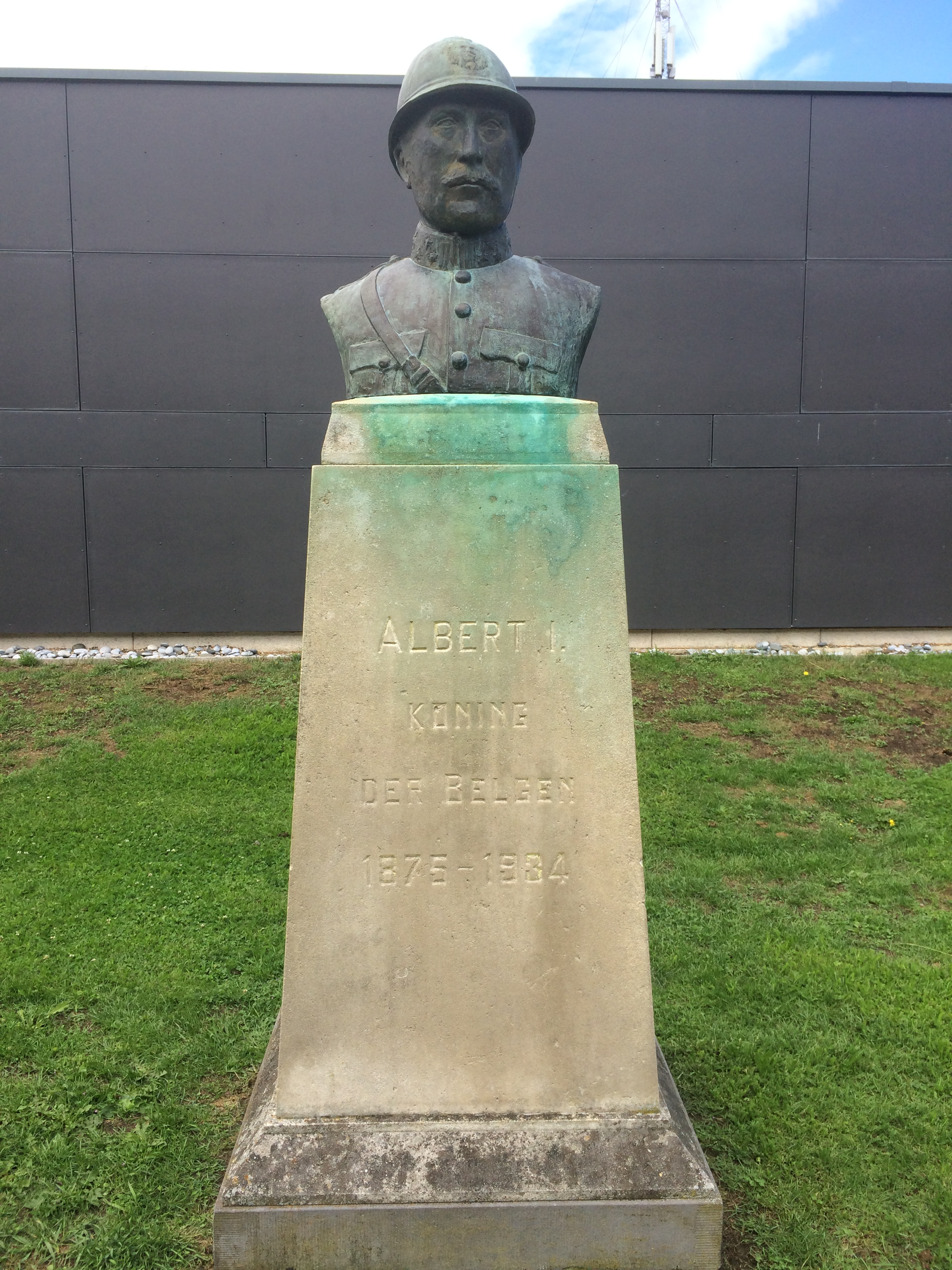
Albert I Koning der Belgen
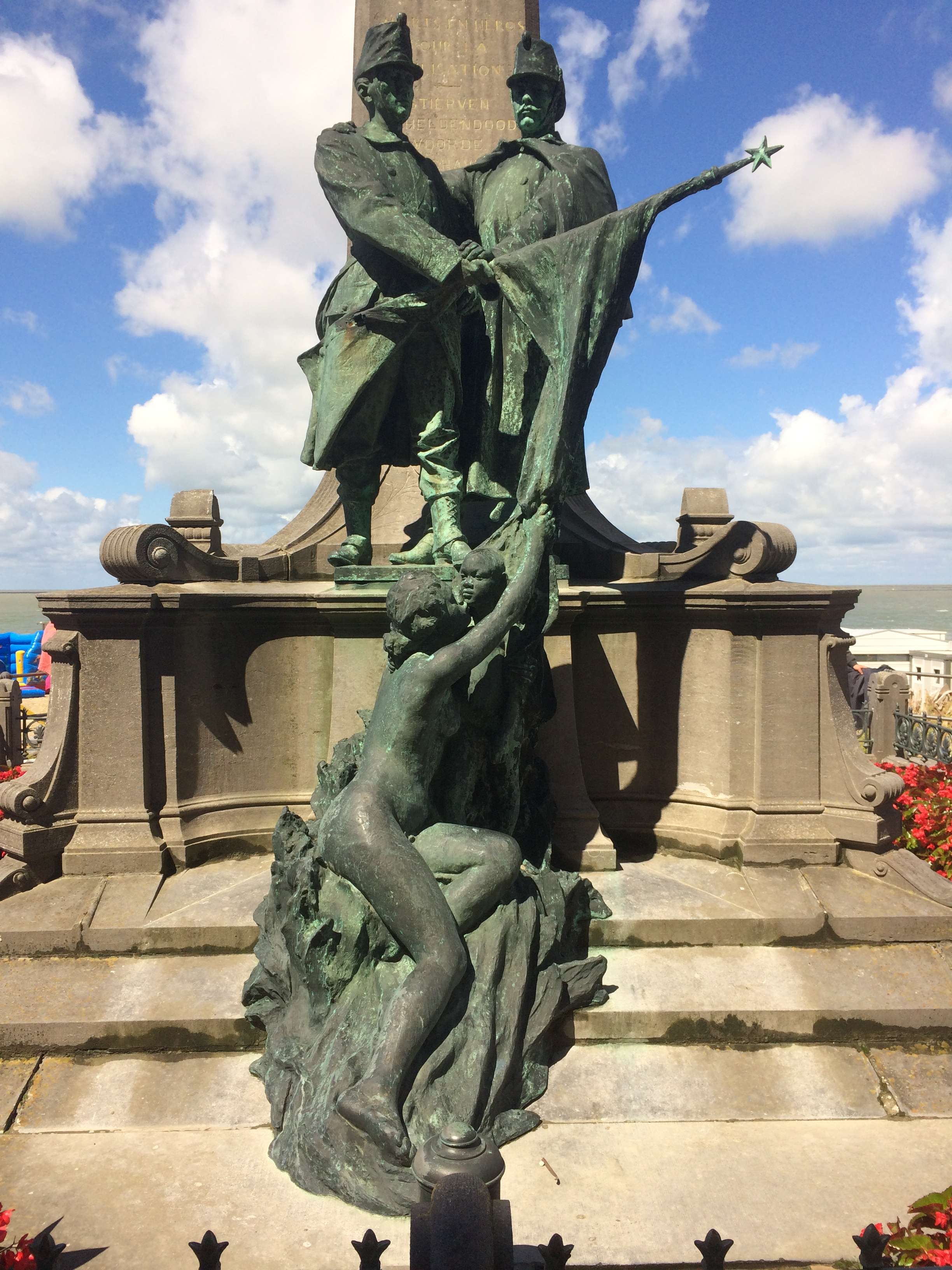
Lippens en De Bruyne - G. Charlier
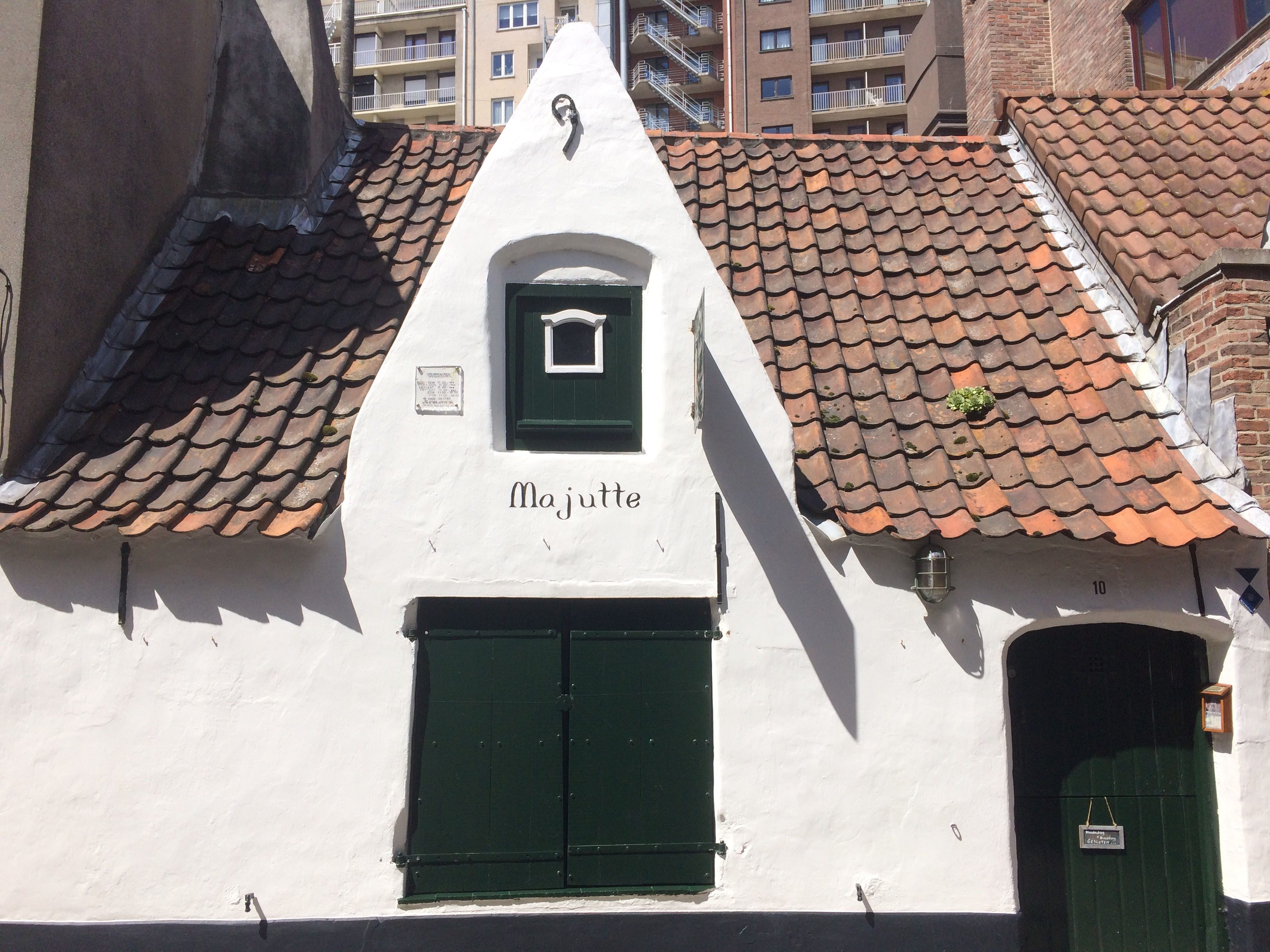
Huisje van Majutte
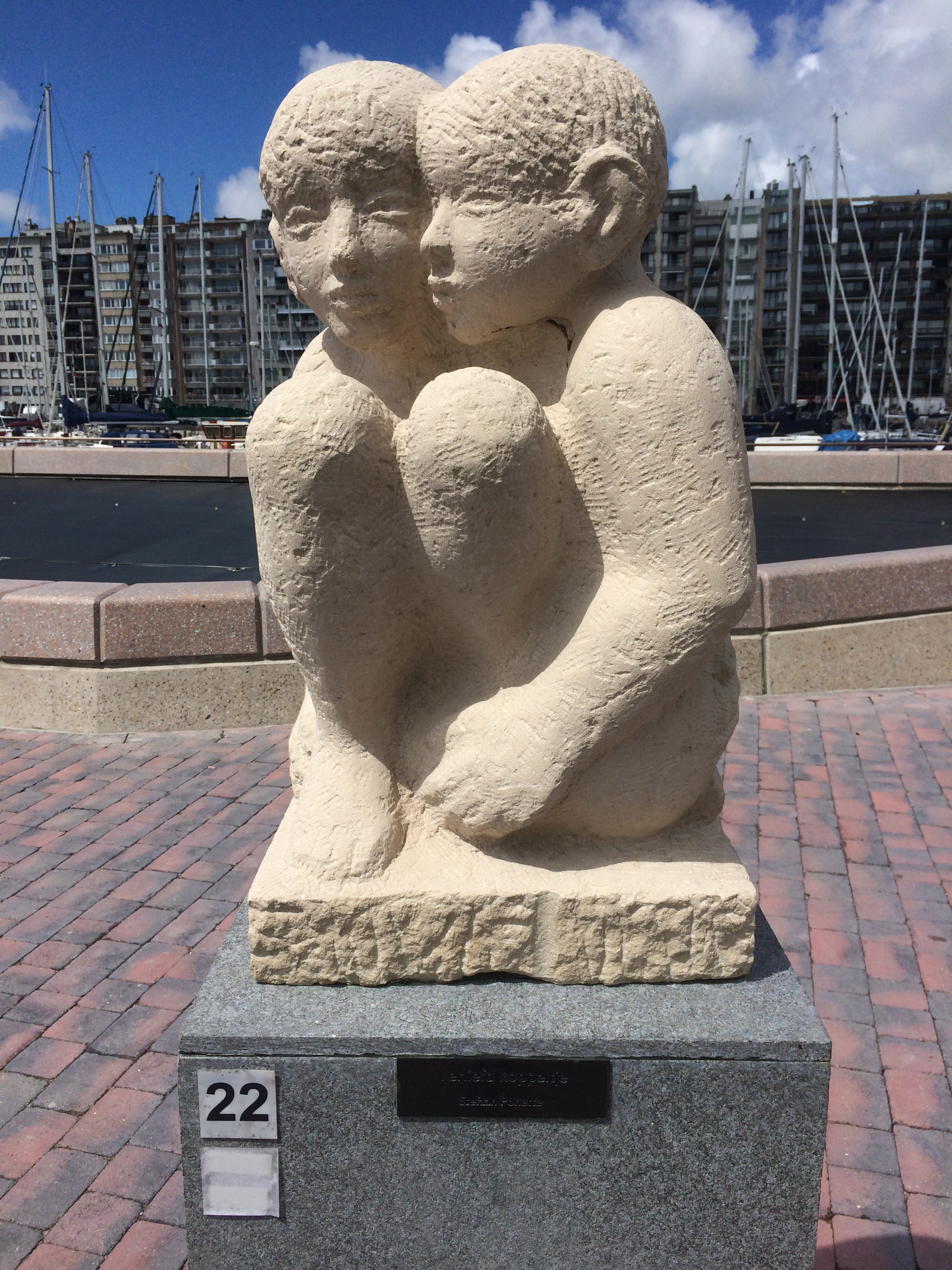
Verliefd koppeltje - Stefaan Ponette
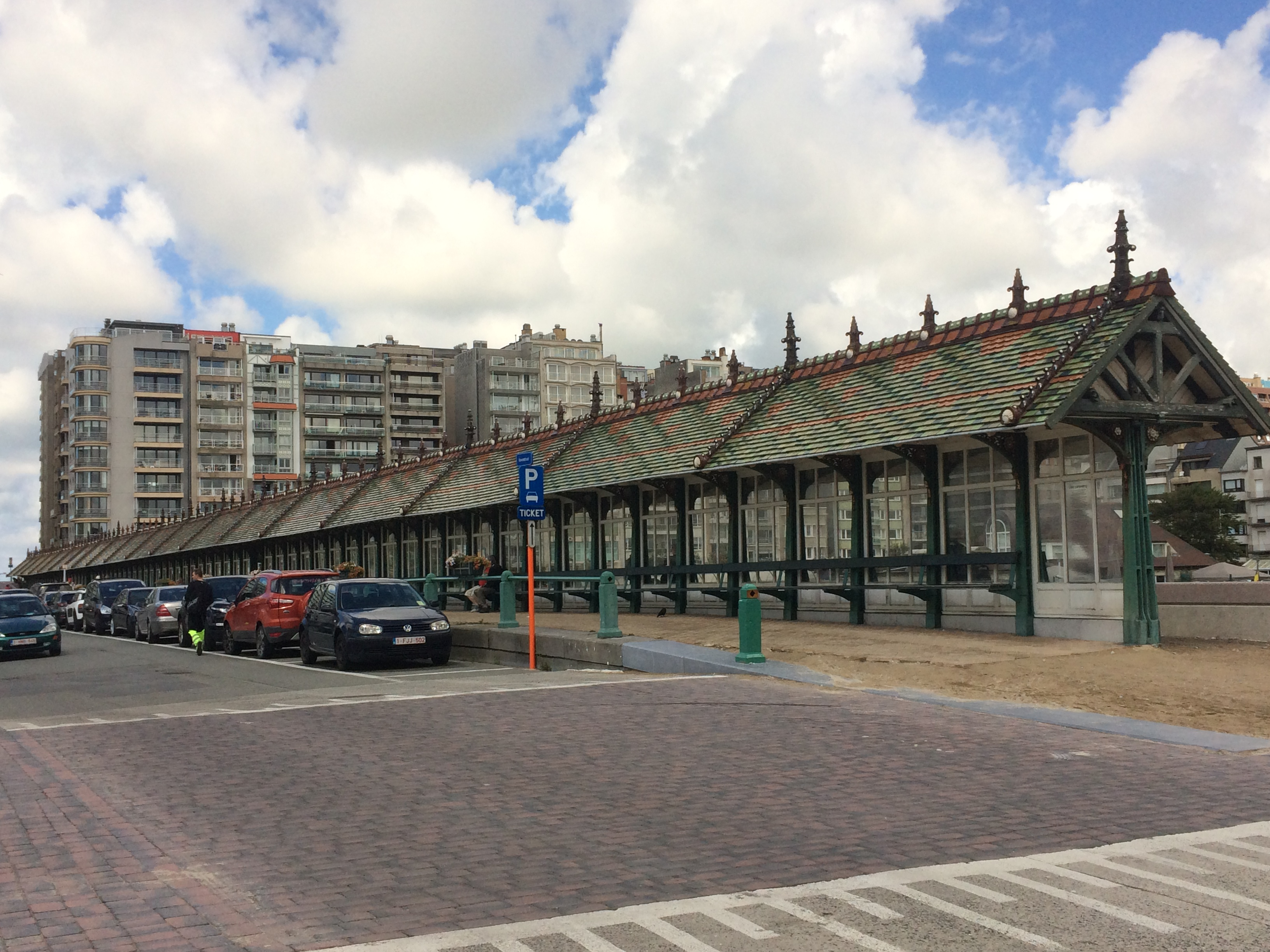
Paravang Blankenberge
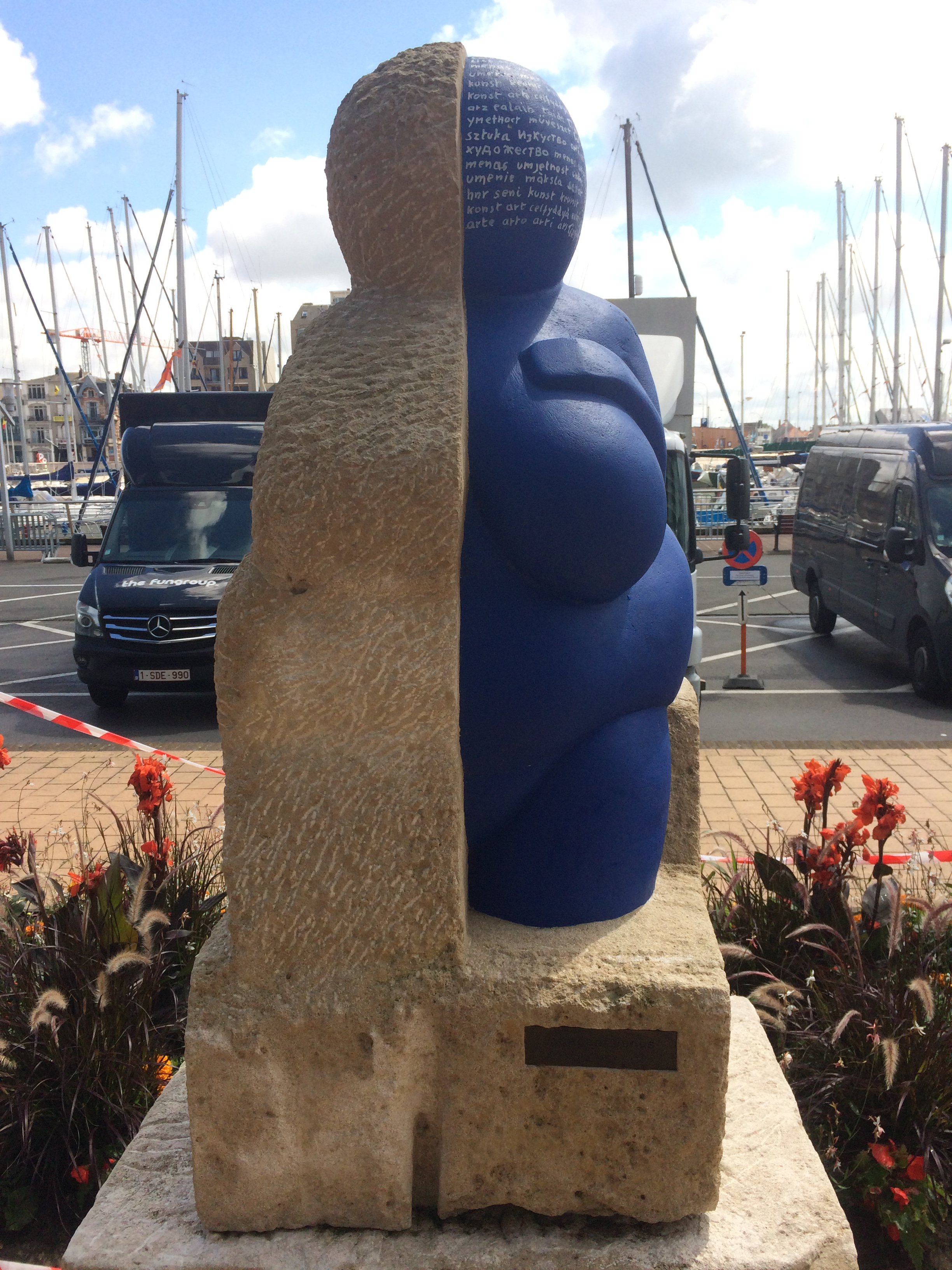
Venus Pudica
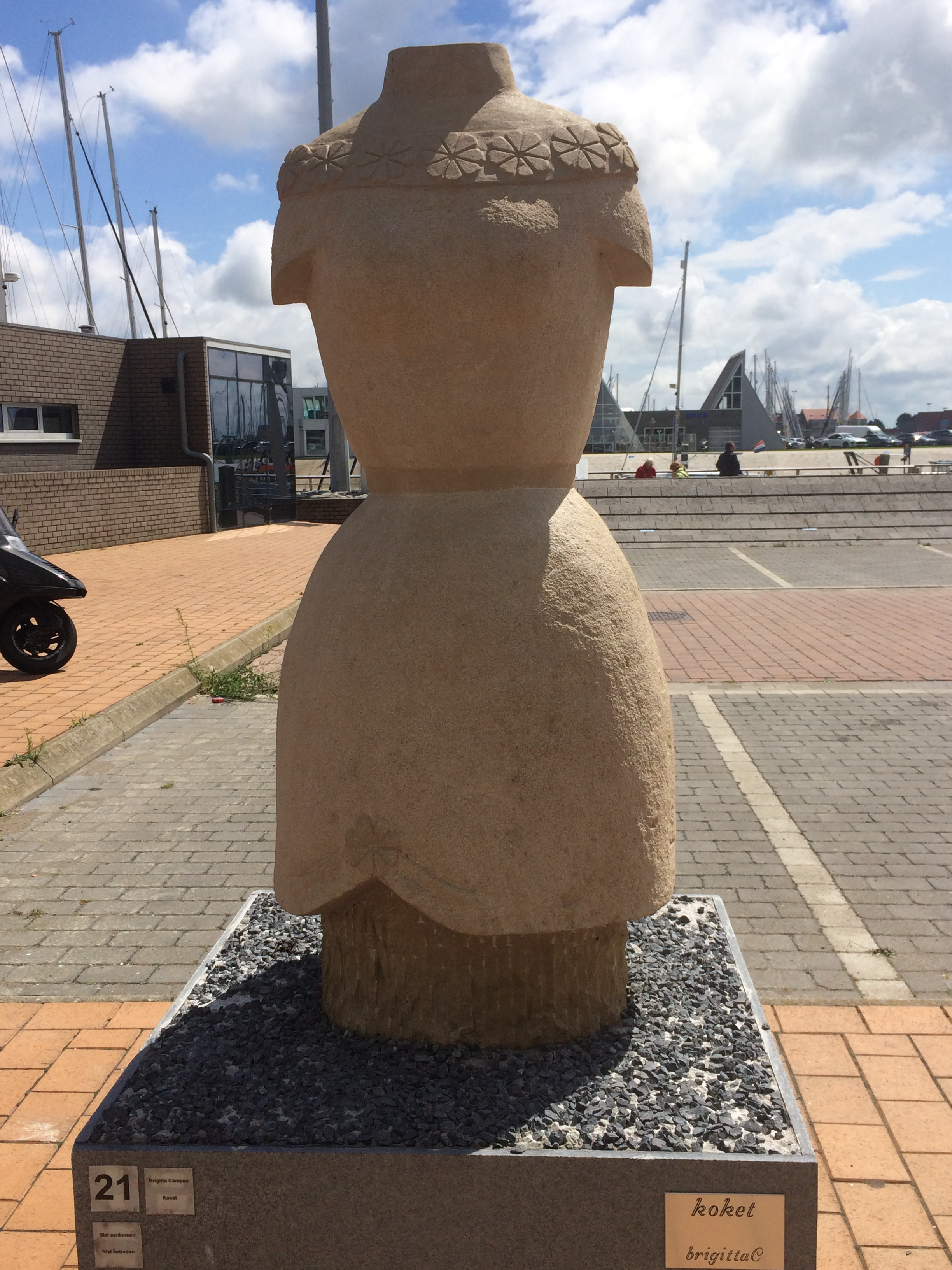
Koket - Brigitta Campen
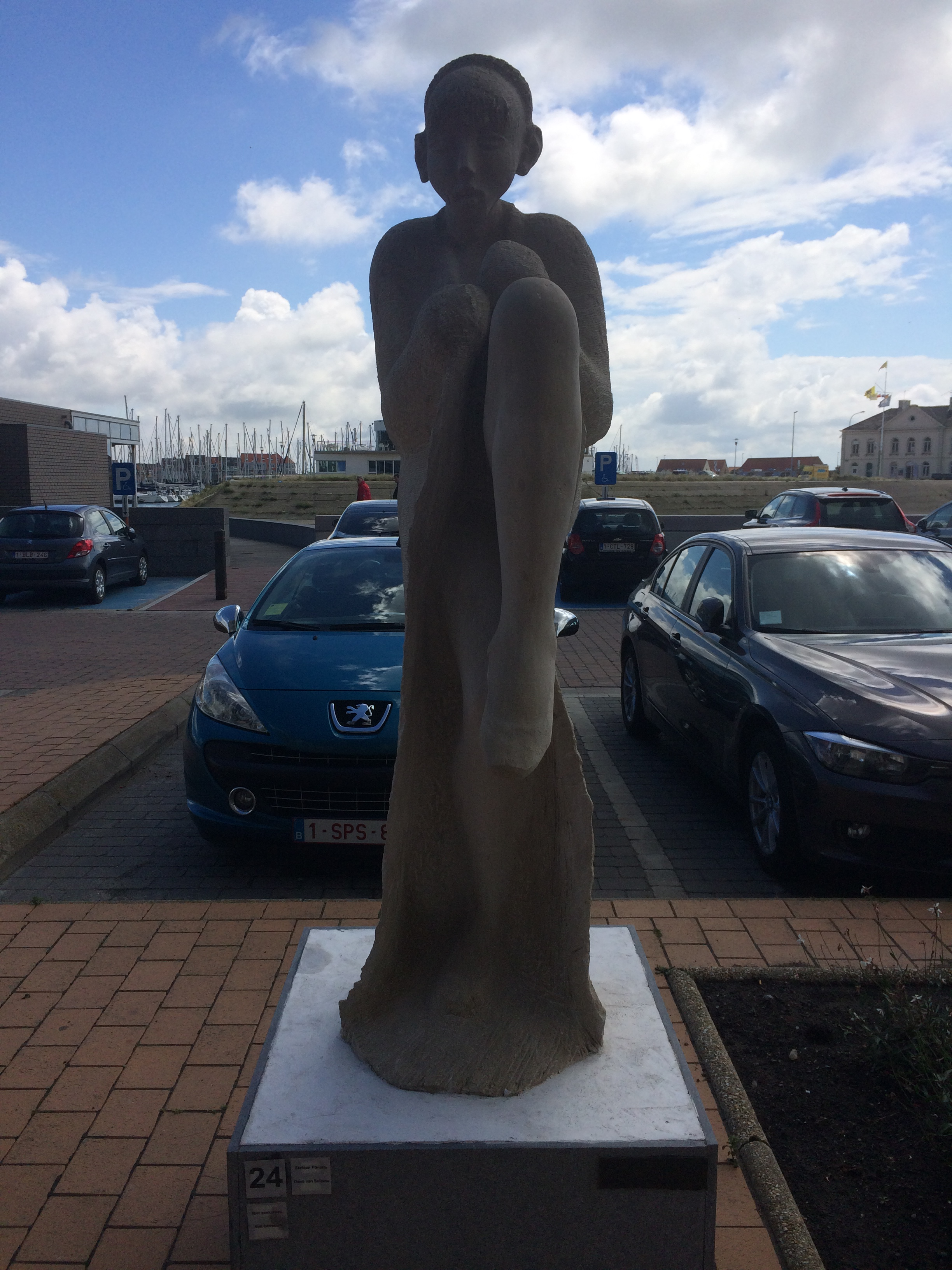
Dans van Salome - Stefaan Ponette
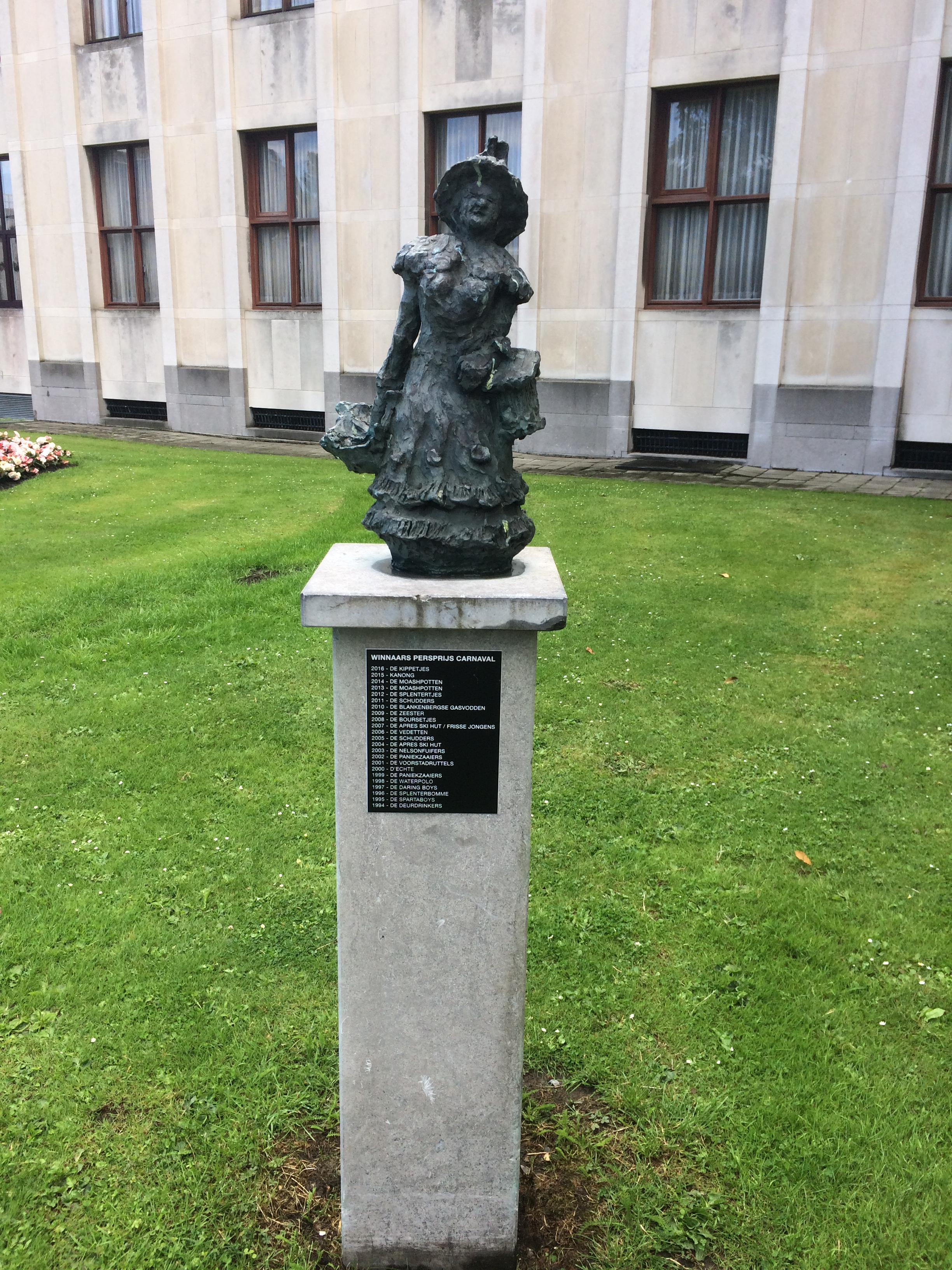
Carnavalsbeeldje - Frank De Groote
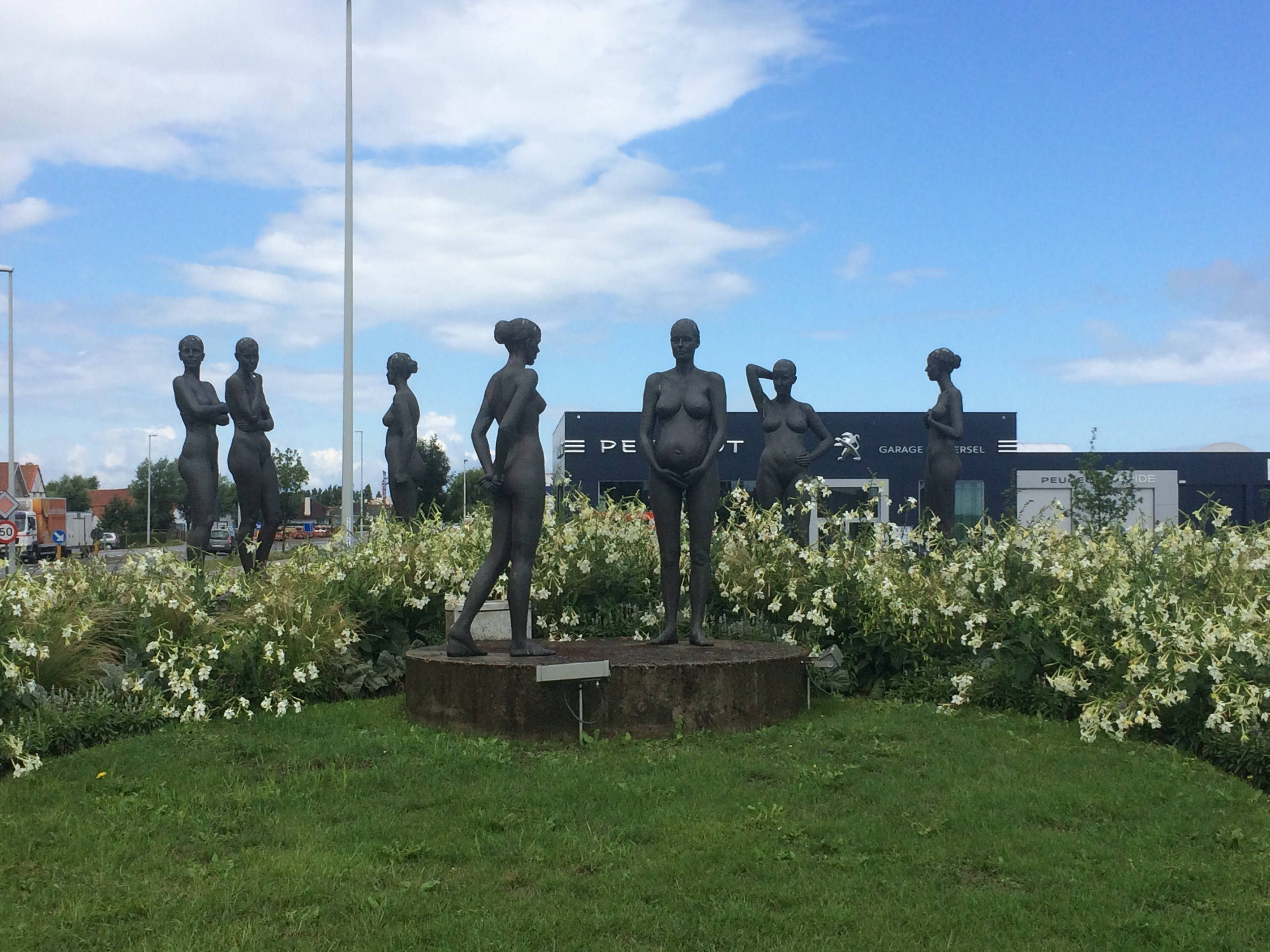
Blankenbergeoises - Louisette Lagast

## Trivia
- Verschillende films werden, al is het maar voor een deel, opgenomen in Blankenberge: Franz (1971) van Jacques Brel; Isabelle devant le Désir (1975) met Anicée Alvian, Total Eclipse (1995) met Leonardo DiCaprio en David Thewlis, Le Tout Nouveau Testament van Jaco Van Dormael met Catherine Deneuve en Benoît Poelvoorde.
- Hugo Matthysen had in 1990 een hit met het nr. "Blankenberge".
- Tot en met de zomer van 2008 werden de opnames van het muzikale televisieprogramma Tien Om Te Zien in Blankenberge opgenomen.
- K3 had in 2009 een hit met het nr. "Blankenberge".
- De videoclip van de eerste hit van K3 (Heyah mama) werd opgenomen in Blankenberge.
- De postcode 8371 Uitkerke wordt nog steeds aanvaard door de post, ondanks het feit dat de gemeenten gefusioneerd zijn.
- Een Russische band (uit Sint-Petersburg) was zo onder de indruk van deze stad tijdens een Europese rondreis dat ze besloten hun Shoegaze/dream pop band naar deze stad te vernoemen: "Blankenberge"[26][27]
- Sint-Antonius is de patroonheilige van Blankenberge.

## Nabijgelegen kernen
Wenduine, Uitkerke, Zeebrugge